# São Francisco (Califórnia)
São Francisco, oficialmente Cidade e Condado de São Francisco (em inglês:  City and County of San Francisco), é a quarta cidade mais populosa do estado da Califórnia e a 17ª mais populosa dos Estados Unidos, com uma população de mais de 873 000 habitantes, segundo o censo nacional de 2020. É a única cidade-condado consolidada na Califórnia, que abrange uma área de terra de 121 km², no extremo norte da península de São Francisco, dando-lhe uma densidade populacional superior a 7 000 pessoas/km². É a cidade mais densamente povoada da Califórnia e a segunda cidade grande (com uma população superior a 200 mil) mais densamente povoada dos Estados Unidos. São Francisco é o centro financeiro, cultural e de transportes da área da baía de São Francisco, uma região com mais de 7,4 milhões de pessoas.
Em 1776, os espanhóis estabeleceram uma fortaleza no Golden Gate e uma missão chamada de Francisco de Assis no local. A Corrida do ouro na Califórnia, em 1848, impulsionou a cidade em um período de rápido crescimento, o aumento da população em um ano foi de 1 000 a 25 000 habitantes, e, portanto, transformando-a na maior cidade da Costa Oeste dos Estados Unidos na época. Depois de três quartos da cidade terem sido destruídos pelo terremoto e incêndio de 1906, São Francisco foi reconstruída rapidamente, recebendo a Exposição Universal Panamá-Pacífico nove anos depois. Durante a Segunda Guerra Mundial, São Francisco foi o porto de embarque para a Guerra do Pacífico. Após a guerra, o retorno dos militares, a imigração em massa, atitudes de liberalização e outros fatores que levaram ao Verão do Amor e ao movimento pelos direitos dos homossexuais, consolidaram São Francisco como um centro de ativismo liberal nos Estados Unidos.
Hoje, São Francisco é um popular destino turístico internacional, conhecido pela sua neblina fria do verão, íngremes colinas, eclética mistura de arquitetura vitoriana e moderna e seus marcos históricos famosos, incluindo a Ponte Golden Gate, os bondes e Chinatown. A cidade é também um centro financeiro e bancário, sendo sede de mais de 30 instituições financeiras internacionais, ajudando São Francisco a se tornar a décima oitava cidade mais rica do mundo e a nona dos Estados Unidos.

## História

### Colonização espanhola
O povo nativo Ohlone vivia no que é hoje São Francisco muito tempo antes da chegada dos primeiros europeus. Neblina e névoa, aspectos climáticos comuns da região, fizeram com que o estreito que conecta a Baía de São Francisco com o Oceano Pacífico, o Estreito de Golden Gate, não fosse achado pelos primeiros exploradores europeus a explorar a região. Em 1542, o português João Rodrigues Cabrilho, explorando em nome da corte espanhola, navegou próximo à região, mas não avistou a entrada para a baía. Em 1595, o português Sebastián Rodríguez Cermeño, também explorando em nome da corte espanhola, explorou a Baía de Drake, localizada cem quilómetros ao norte do estreito de Golden Gate. Cermeño nomeou a região de Puerto de San Francisco. Foi apenas em 1769 que um grupo de exploradores espanhóis, liderados por Gaspar de Portolá, explorando a Califórnia em terra, avistaram pela primeira vez o interior da baía de São Francisco.

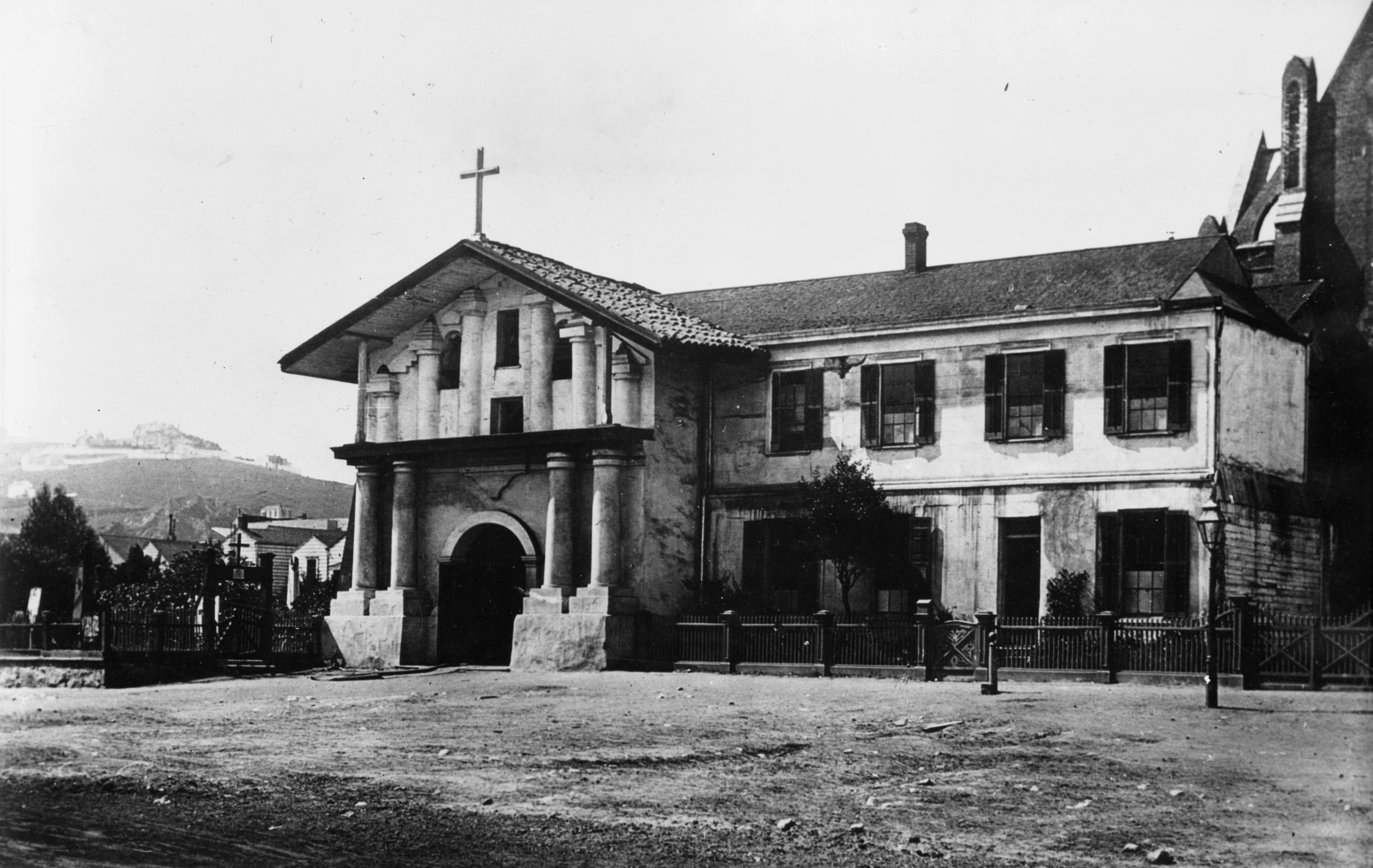
Missão de São Francisco de Assis.

Os espanhóis mapearam completamente a baía por volta de 1775. Uma expedição espanhola, liderada pelo capitão Juan Bautista de Anza, delimitou em 28 de março de 1776 os terrenos para a construção de um forte (o atual Presídio de São Francisco), construído por um destacamento liderado por José Joaquín Moraga ainda naquele mesmo ano de 1776. Simultaneamente, a missão hispânica da Ordem Franciscana, Missão de São Francisco de Assis, popularmente conhecida por Missão Dolores, ficou estabelecida perto do forte, fundando uma igreja (hoje, a Mission Dolores, datada também de 1776, localizada na Rua Dolores, no bairro Mission, ao sul da Rua Market). Esta igreja foi nomeada Misión San Francisco de Asis. O nome se tornou, popularmente, referência a Dolores por causa de um riacho que havia perto do povoado, chamado Arroyo de Nuestra Señora de los Dolores (em português:  riacho de Nossa Senhora das Dores). Um monge, membro da Expedição Anza, o Frade Font, escreveu sobre o local escolhido para a Misión e descreve o local exatamente como tudo permanece no presente e menciona o Arroyo de los Dolores acrescentando que eles se estabeleceram nas margens do arroio, plantando milho e feijão para experimentar o solo.
A 17 de setembro do mesmo ano, o presídio foi inaugurado. Nesta região começou a desenvolver-se a pequena vila missionária espanhola, o Pueblo del Misión Dolores. O plano dos espanhóis para desenvolver a Califórnia era simples e em "três passos". Levariam os Franciscanos (a Misión) a frente para catequizar os nativos na (1) Igreja (assim o nome Misión); estabeleceriam seu povoado ao redor da Misión e aonde trabalhariam nas suas plantações, o (2) pueblo -- em português:  "o povoado"; e, finalmente, os espanhóis construiriam uma fortificação com a mão de obra dos recém catequizados; dali surgiu o (3) Presídio. Logo, os franciscanos se encarregavam de ajudar os costanoanos com a cristianização, a disciplina e higiene e no trabalho com a horta, na plantação do seu sustento; e os soldados fidalgos aproveitavam para delegar as responsabilidades do trabalho pesado nas mãos dos recém-educados nativos, com a construção do presídio. Estes nativos não estavam acostumados ao trabalho e nem tão pouco a um trabalho pesado, e nem poderiam se interessar no estilo de vida dos espanhóis, que eram fidalgos; então fugiam assustados. Por este motivo, no forte, estabeleceu-se um presídio para manter presos os trabalhadores que fugissem. Houve muita morte com isto e, pouco a pouco, o trabalho da Missão Franciscana ficou mais difícil.[carece de fontes?]
Ao todo, foram seis missões fundadas pela Misión de San Francisco de Assis. Os franciscanos começaram no Sul da Califórnia e foram subindo ao norte (San Francisco sendo a última)---sempre com o mesmo plano. Embora os destacamentos hispânicos desistiram primeiramente do trabalho todo que era difícil. Os espanhóis eram fidalgos e não queriam ficar correndo atrás de fugitivos. Os destacamentos abandonaram os Franciscanos, que seguiram na sequência, mas, na Califórnia, suas misións se tornaram vilas e hoje são cidades americanas. Entre estas, incluem-se a primeira, quase na fronteira com o México, San Diego de Alcalá (hoje, San Diego); com entusiasmo, eles partiram numa expedição mais arrojada, e mais ao norte, fundando a segunda, San Carlos Borromeo de Carmelo, que hoje chama-se apenas Carmel. San Francisco de Assis foi a sexta missão a se estabelecer. Existem umas 21 missões na Califórnia, mas muitas foram fundadas por outras Ordens, ou até por um só monge, independentemente.[carece de fontes?]
Assentadores espanhóis que vieram junto com Bautista de Anza estabeleceram-se na mesma região próxima à Misión San Francisco de Asis, na vila chamada Pueblo de San Francis de Assisi (mais tarde, a Vila de São Francisco), ao fundador da Ordem Franciscana. Hoje, o bairro Mission e quase todo ainda povoado pelos Chicanos.[carece de fontes?]

### Século XIX
Em 1821, o México tornou-se independente, e a cidade passou ao domínio dos mexicanos. O governo mexicano estimulou a criação de gado na enorme Califórnia, atraindo assim americanos e colonos ingleses instalados no Canadá, que precisavam de matéria-prima para a indústria de calçados americana, então em franco crescimento. Em 1822, um baleeiro inglês, William Richardson, instalou-se na península de São Francisco, onde atualmente fica a maior parte da cidade. Um porto foi instalado no norte da península, e uma cidadezinha chamada de Yerba Buena desenvolveu-se próxima ao porto.[carece de fontes?]

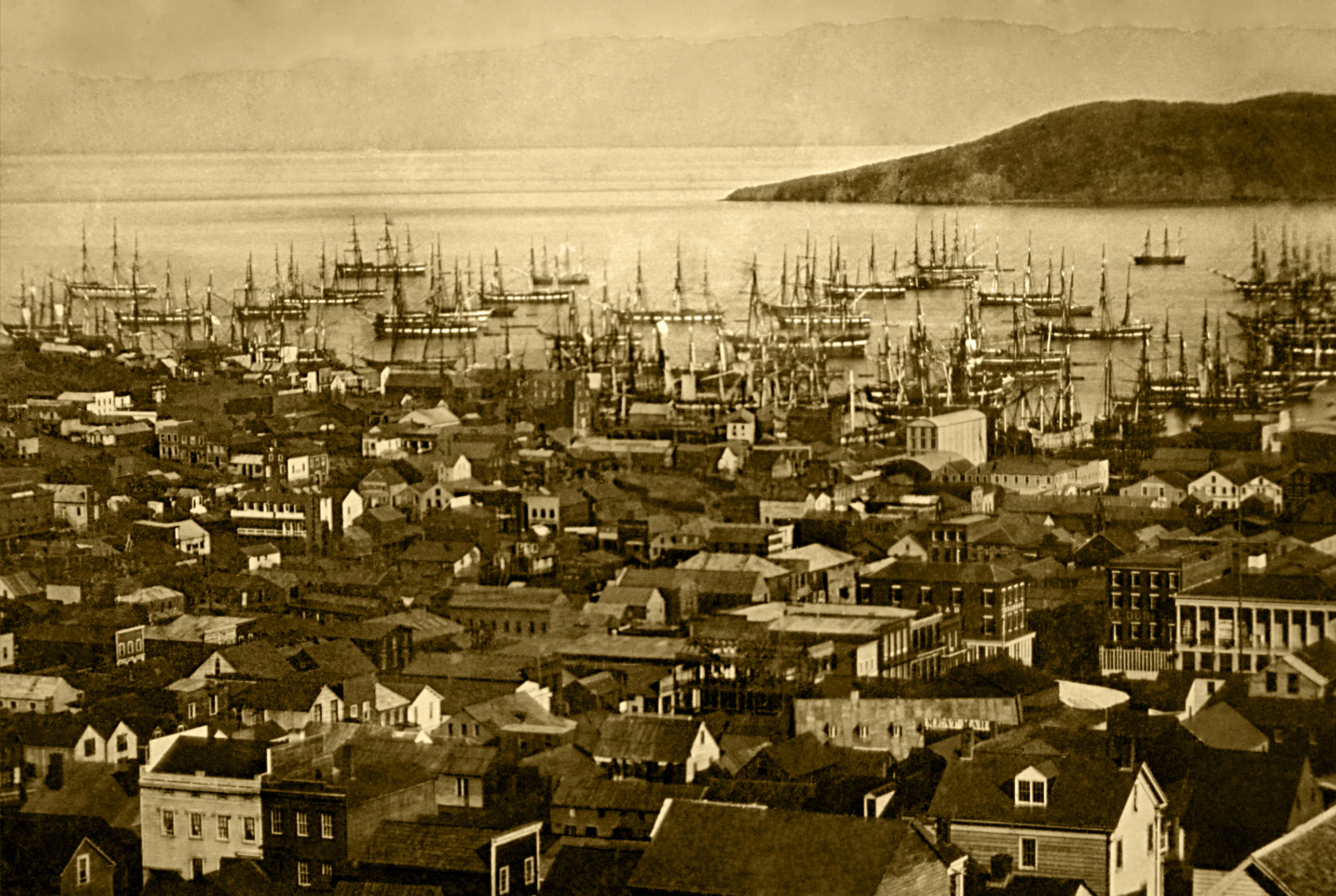
Fotografia da cidade em 1851

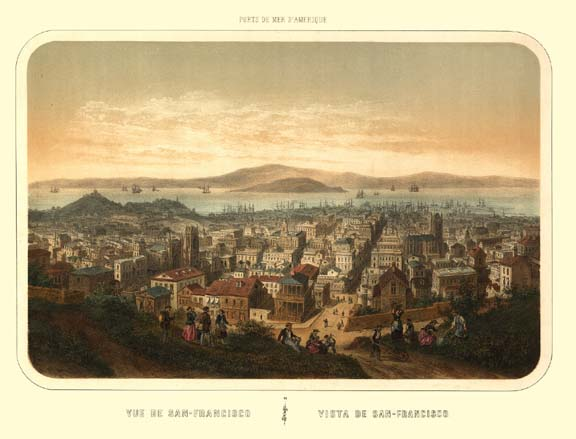
São Francisco em 1860

A Guerra Mexicano-Americana, que iniciou-se a 9 de maio de 1846, entre o México e os Estados Unidos, causou a anexação da parte superior da região mexicana de Califórnia (que depois iria tornar-se o atual Estado americano de Califórnia. A 9 de julho, forças navais americanas capturaram a cidade de Yerba Buena, e renomearam-na de São Francisco a 30 de janeiro de 1847. Em 18 de fevereiro de 1850, São Francisco foi incorporada pelo governo americano. A vila missionária e o presídio existem até hoje, ambos têm uma placa original na coluna da muralha de entrada principal, datada de 1776, e ambos fazem parte da cidade de São Francisco.[carece de fontes?]
Em dezembro de 1848, ouro foi descoberto na Sierra Nevada (Califórnia), próximo ao que é atualmente a capital estadual, Sacramento, e levando à grande gold rush (corrida de ouro) da Califórnia de 1849 (motivo qual o time de futebol americano de São Francisco é chamado de 49ers), o que causou um grande crescimento populacional da cidade, e imigrantes passaram a instalar-se em São Francisco, especialmente chineses. O porto da cidade recebeu milhares de embarcações vindas de todas as partes do país, e São Francisco logo tornou-se o principal centro de suprimentos para os mineiros. Em apenas um ano, entre dezembro de 1848 e dezembro de 1849, a população de São Francisco passou de menos de 1 000 habitantes para 25 000 habitantes. São Francisco então era a cidade mais populosa dos Estados Unidos a oeste do Rio Mississippi do país.[carece de fontes?]
As pessoas que tiveram sucesso na busca ao ouro fizeram da São Francisco uma cidade rica. Mansões eram criadas e o comércio crescia. Mas isto causou também um grande crescimento da taxa de criminalidade. Em 1851, um grupo de cidadãos da cidade fundaram um grupo de vigila, a San Francisco Vigilance Comitee (Comité de Vigilância de São Francisco), para a manutenção da ordem. Passariam a ser conhecidos posteriormente como Vigilantes, tomando a lei em suas próprias mãos, exilando muitas pessoas consideradas criminosas, executando algumas delas e forçando um número de oficiais da cidade a renunciarem.[carece de fontes?]
Em 1855, um barco trazendo imigrantes de uma dada região do Extremo Oriente, onde havia uma epidemia de cólera causou uma grande epidemia da doença em São Francisco. Alguns agravantes foram o péssimo sistema de saneamento público (água potável e esgotos) e a falta de centros hospitalares.[carece de fontes?]
Em 1869, a finalização da construção de uma ferrovia transnacional finalmente conectou São Francisco com o leste americano. Em 1873, Andrew Hilde, um fabricante de cabos de aço, inventou o bonde de tração, um tipo especial de bonde, que, tracionada por cabos instalados no chão, criaram condições seguras para a operação de bondes no terreno acidentado e montanhoso da cidade. Na virada do século, São Francisco tinha uma população de aproximadamente 345 000 habitantes.[carece de fontes?]

### Século XX

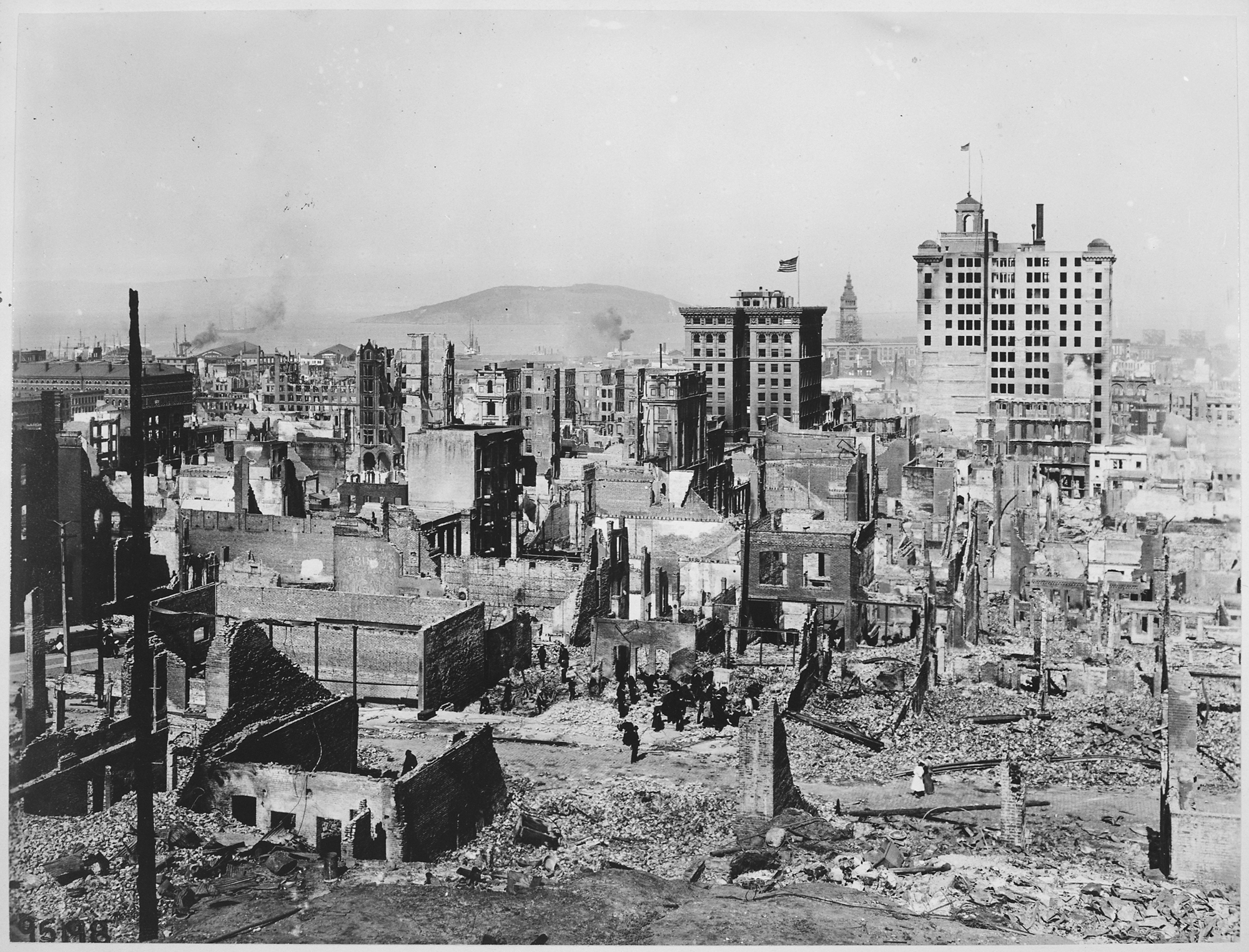
A cidade após o terremoto de 1906

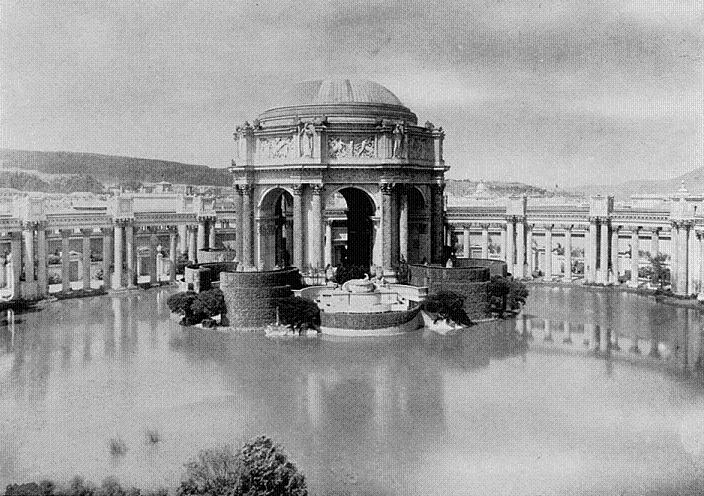
Palácio de Belas Artes durante a Exposição Universal de 1915

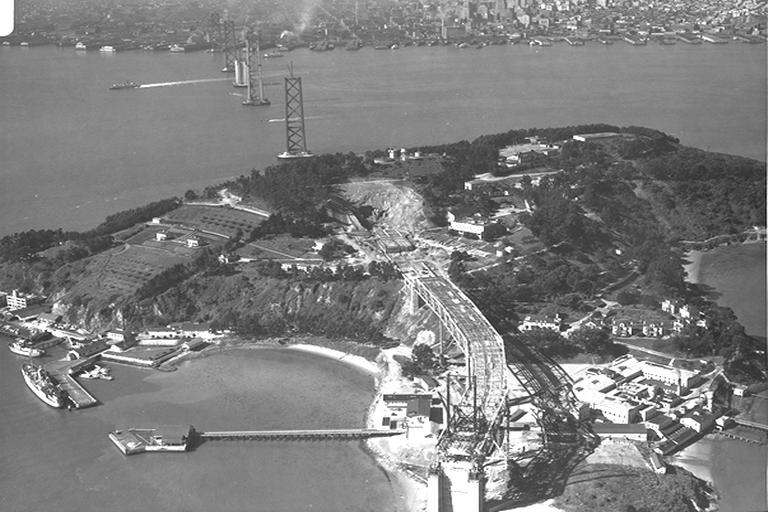
Construção da Ponte São Francisco–Oakland Bay em 1935

Em 1900, um barco trazendo imigrantes da China também trouxe junto ratos infestados com agentes causadores da peste bulbônica. Acreditando que corpos enterrados ajudavam a propagar a doença, e possivelmente também interessados em aumentar o valor das terras da cidade, o município proibiu o uso de quaisquer cemitérios localizados dentro dos limites municipais da cidade. Quinze quarteirões da Chinatown da cidade foram quarantinados, mas a epidemia passara por volta de 1907.[carece de fontes?]
A 18 de abril de 1906, às 5h14 da manhã do horário local, São Francisco foi abatido por um grande terremoto, considerado até os dias atuais como um dos piores desastres naturais a abater-se sobre uma grande cidade nos Estados Unidos. O abalo sísmico, que atingiu 8,25 na escala Richter, causou a destruição de prédios e edifícios espalhados ao longo da cidade. Mais graves foram os incêndios que se seguiram ao terremoto, proveniente de lampiões de querosene arrebentados, explosões de tubos de gás e da queda de fios de eletricidade. Os bombeiros pouco puderam fazer, uma vez que o sistema de encanamento da cidade também fora destruído pelo terremoto, destruindo o suprimento de água da cidade. Em uma medida de desespero, os bombeiros começaram a demolir prédios e edifícios, numa tentativa de conter o incêndio. Este duraria cerca de três dias, e quando tudo havia terminado, 3 000 pessoas haviam morrido, segundo as estimativas oficiais — embora a maior parte dos historiadores de São Francisco concordem que este número seja bem mais alto, que o mínimo 3 000 mortos. 28 000 estruturas, entre casas e edifícios, estavam em ruínas, e cerca de 225 000 pessoas ficaram desabrigadas. Uma possível razão para que as autoridades declarassem um número tão baixo de mortos teriam sido razões políticas — a reputação da cidade como um centro comercial sofreria muito mais caso o número real de mortos fosse declarado. Os habitantes de São Francisco rapidamente reconstruíram a cidade.
Em 1915, São Francisco inaugurou o Palácio de Belas Artes que sediou a Exposição Internacional do Panamá e do Pacífico de 20 de fevereiro a 4 de dezembro, para homenagear a abertura do Canal de Panamá, que acontecera um ano antes, em 1914. São Francisco era então o principal centro portuário do oeste americano, e o Canal do Panamá permitia a navios com destino (ou vindo) do atlântico americano, enquanto os Estados Unidos se preparam para a Primeira Guerra Mundial. Porém, as cidades californianas de Los Angeles e Oakland expandiram suas facilidades portuárias no começo do século XX, e o Canal viria privilegiar primariamente estas duas cidades. Logo, São Francisco perderia muito da sua importância como centro portuário. Mesmo assim, a população da cidade continuou a crescer, e em 1930, a cidade tinha 642 000 habitantes dentro de seus limites municipais. A São Francisco-Oakland Bay Bridge foi inaugurada em 1936 e, um ano depois, a Ponte Golden Gate foi aberta.[carece de fontes?]
Durante a Segunda Guerra Mundial, São Francisco tornou-se um dos maiores fabricantes de navios de guerra do mundo, assim, atraindo milhares de pessoas, principalmente afro-americanos, à cidade. No final da guerra, São Francisco alcançara 828 000 habitantes. Um fator secundário neste grande crescimento populacional foi a colocação de milhares de soldados, para a defesa da cidade, no caso de um possível ataque japonês na região. Porém, a maior parte dos habitantes de origem japonesa que moravam em São Francisco foram obrigados a mudar-se para campos de concentração, no interior do estado ou em Nevada. Todos perderam suas propriedades e pertences pessoais, e muitos deles decidiram não voltar à cidade.[carece de fontes?]

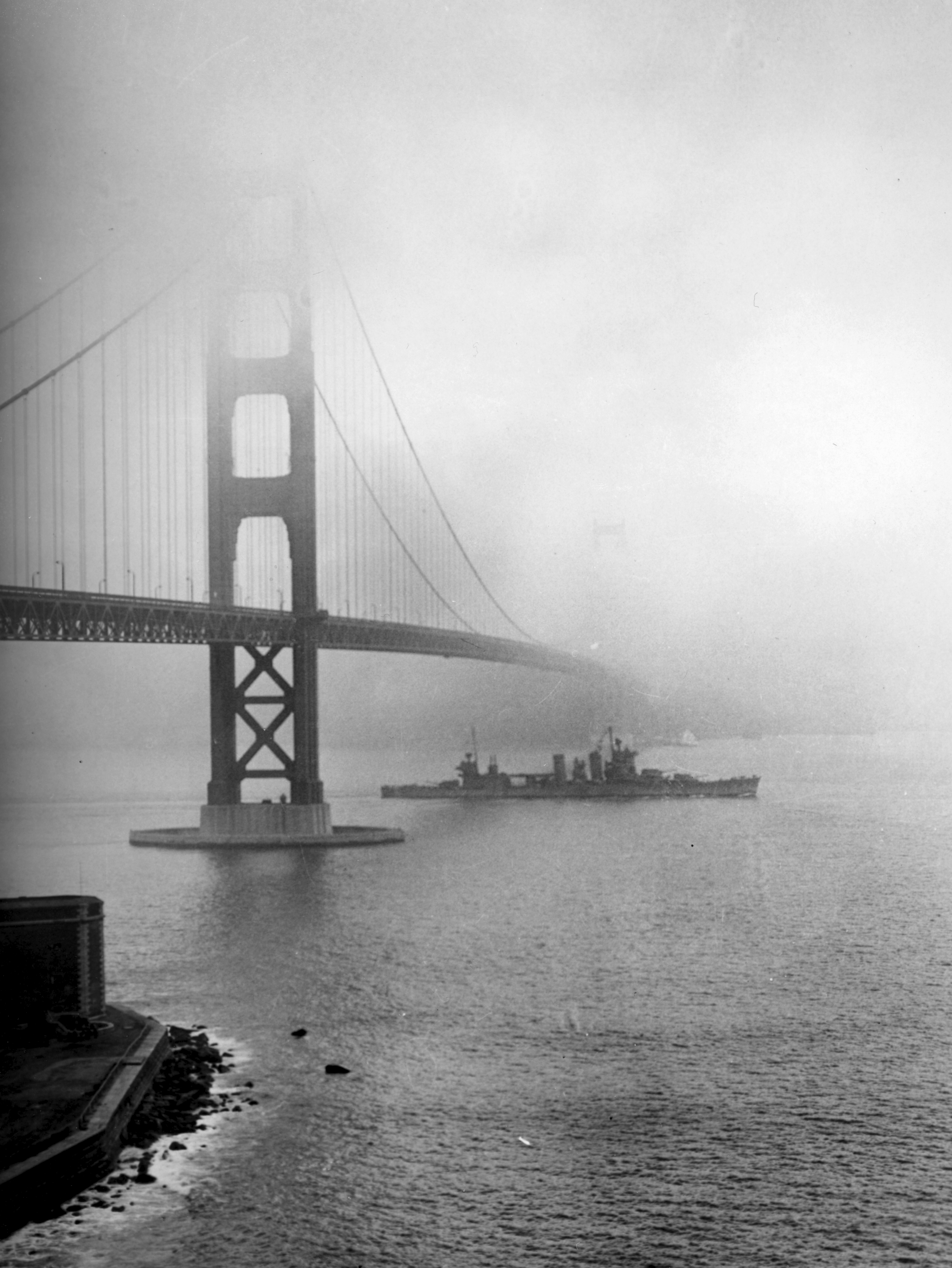
O USS San Francisco cruza a Ponte Golden Gate em 1942, durante a Segunda Guerra Mundial

Após a guerra, em 1945, oficiais de 50 nações diferentes encontraram-se na cidade, para fundar oficialmente a Organização das Nações Unidas. Em 1951, o Tratado de São Francisco, adotado pelos Estados Unidos e pelo Japão, estabelecia relações de paz entre ambos os países. No começo da década de 1950, o Departamento de Transportes da Califórnia (ou simplesmente Caltrans) iniciou um programa agressivo de construção de vias expressas na região metropolitana de São Francisco. Porém, este programa encontrou muita resistência da população da cidade.[carece de fontes?]
Uma das principais razões é a alta densidade populacional de São Francisco — a construção de grandes vias públicas na cidade significaria a mudança forçada de muitos dos habitantes da cidade para outros lugares. A Caltrans tentou minimizar estes problemas através da construção de vias expressas de duplo andar, mas elas provaram ser perigosas no caso de um abalo sísmico, além de serem pouco estéticos. Em 1959, o Conselho municipal da cidade votou contra a construção de qualquer outra via expressa dentro dos limites municipais. Em 1989, um terremoto destruiu duas das vias expressas já existentes da cidade, e os habitantes de São Francisco optaram por não reconstruí-las. Atualmente, o local onde ficavam as vias expressas é ocupada por casas ou parques.[carece de fontes?]
Um programa extensivo de renovação urbana seria realizado na cidade ao longo da década de 1950, administrada por Justin Herman. Esta campanha pedia pela imediata renovação de áreas decadentes da cidade. O plano diretor de Herman pedia pela demolição de enormes partes da cidade, onde seriam construídos edifícios modernos.[carece de fontes?]

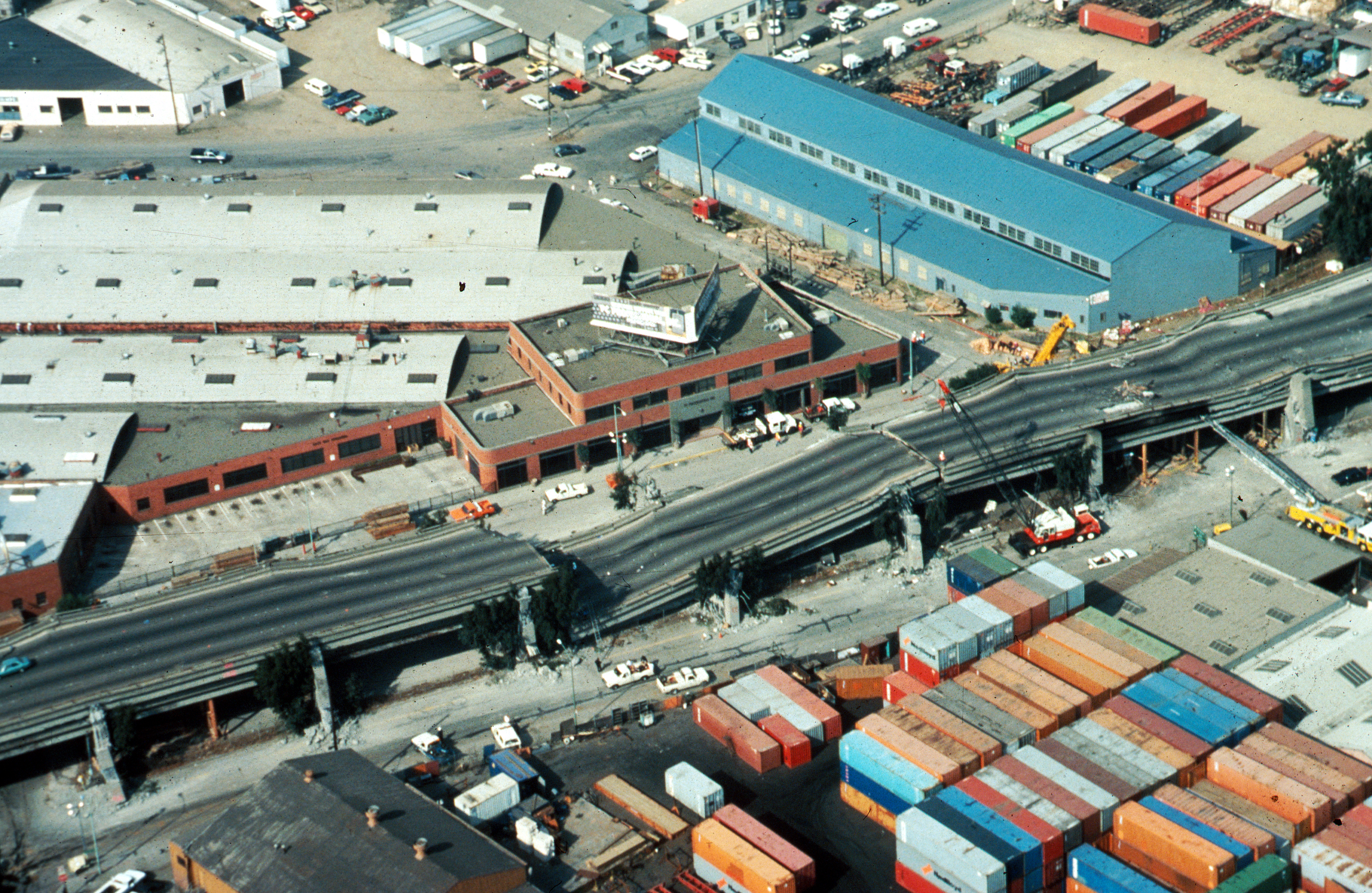
Sismo de Loma Prieta de 1989

São Francisco tornou-se o centro da contra-cultura, ao longo da década de 1950, e na década de 1960, o centro da cultura hippie. O final da década de 1970 trouxe também uma nova onda de homossexuais à cidade. A bandeira arco-íris, um símbolo do movimento LGBT, foi criada por Gilbert Baker, em São Francisco, em 1978, e alçada em público pela primeira vez em 25 de junho do mesmo ano, na San Francisco Gay Freedom Day Parade. Alterações posteriores à bandeira também foram realizadas em São Francisco.[carece de fontes?]
Em 1972, o Edifício Transamérica foi construído no centro da cidade, planejado para resistir a fortes abalos sísmicos. Muitos outros arranha-céus foram construídos na cidade ao longo da década de 1970 e do começo da década de 1980, o que causou uma discussão na cidade: Muito da população eram contra a construção de arranha-céus, achando que grandes edifícios arruinavam vistas e destruíam o carácter único de São Francisco. Outras pessoas eram a favor, dizendo que a construção de arranha-céus criam empregos e fortalecem a economia da cidade.[carece de fontes?]
Um novo plano diretor, apoiada pela lei municipal Downtown Plan, limitou a altura máxima dos edifícios construídos na maior parte da cidade, e incentivava a criação de parques e outros espaços abertos. Tal tipo de plano diretor tornou-se comum em muitas da cidades globais do mundo. Atualmente, altos arranha-céus são permitidos apenas em uma pequena área ao sul da cidade.[carece de fontes?]

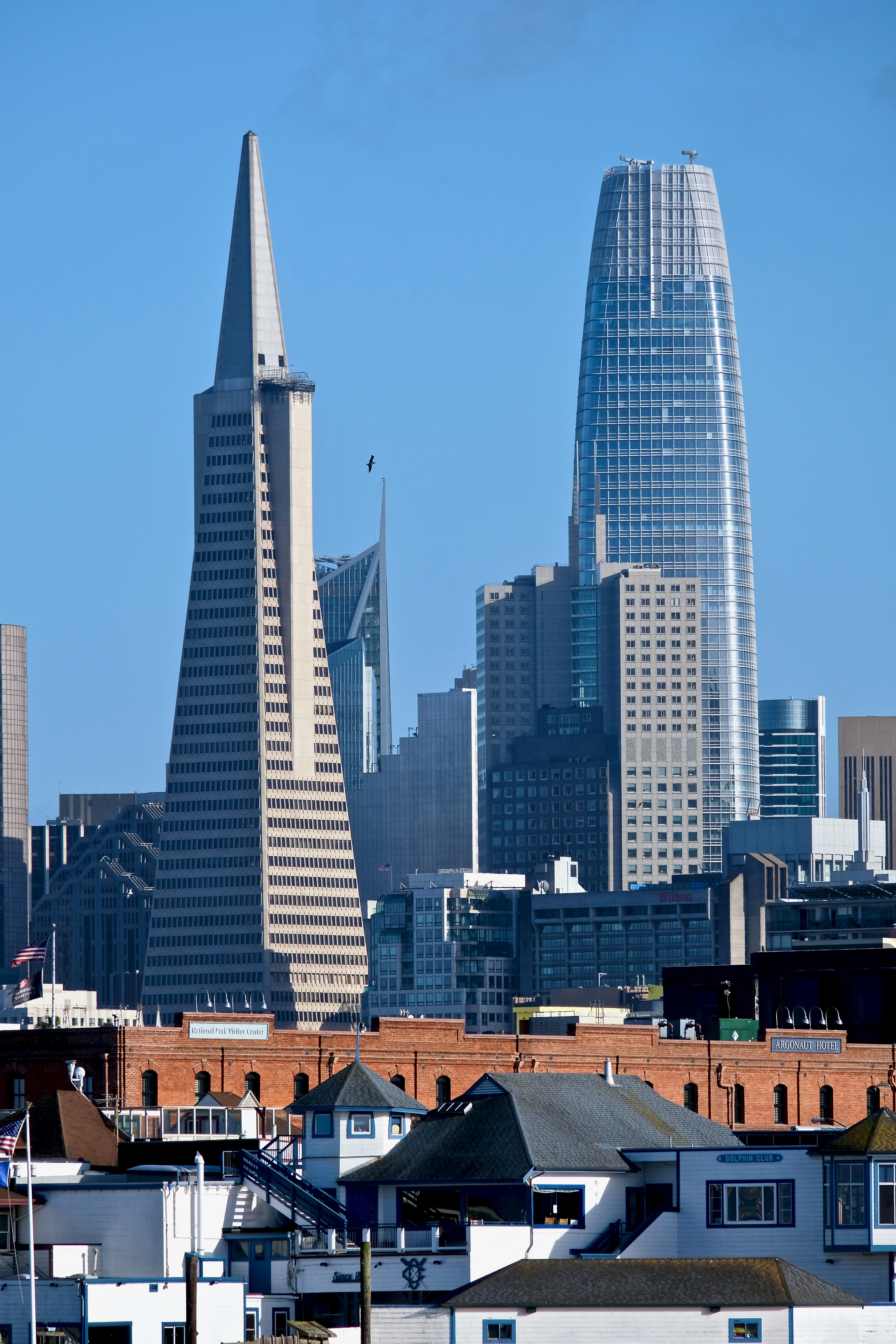
Pirâmide Transamérica e Salesforce Tower (ao fundo), planejados para resistir a sismos

Em 17 de outubro de 1989, São Francisco foi atingido pelo Terremoto de Loma Prieta, que alcançou 7,1 na escala Richter. Além de causar danos extensivos em duas das principais vias expressas da cidade, o terremoto causou a morte de 12 pessoas na cidade, desabou uma seção de 30 metros da pista superior da ponte São Francisco-Oakland Bay Bridge, destruiu 60 prédios e causou danos e prejuízos na ordem dos três bilhões/mil milhões de dólares. Porém, as principais estruturas da cidade continuaram intactas. A principal razão é que muitas delas foram planejadas e construídas especialmente para resistir a abalos sísmicos até 8,0 na escala Ritcher.
A economia da cidade prosperou durante a década de 1990, graças ao dot-com. Grandes números de profissionais de informática mudaram-se para a cidade, sendo seguidos por comerciantes e vendedores profissionais. Bairros anteriormente decadentes foram revitalizados. Os preços cada vez mais altos de aluguéis, porém, forçaram muitos dos habitantes mais pobres da cidade a saírem de São Francisco, bem como o fechamento de vários pequenos estabelecimentos comerciais e industriais.[carece de fontes?]
Em 1993, uma lei municipal, que controlaria o fumo no interior dos escritórios profissionais e mais tarde a lei passou a qualquer espaço público (lojas, comércios inclusive bares) dentro dos limites da cidade. Entrou em efeito em 1 de julho de 1998.[carece de fontes?]
Por volta de 2001, o crescimento económico trazido pelo Dot-com acabou, e muitos dos habitantes de São Francisco deixaram a cidade. Em fevereiro de 2004, São Francisco tornou-se a primeira cidade a autorizar legalmente o casamento homossexual nos Estados Unidos, por uma ordem do prefeito Gavin Newsom. Porém, a Suprema Corte da Califórnia posteriormente invalidaria esta autorização. Em 25 de Outubro de 2004, uma nova lei contra o fumo, desta vez proibindo fumar ao ar livre em parques municipais e áreas recreacionais é aprovada.
O Registro Nacional de Lugares Históricos lista 189 marcos históricos em São Francisco. Os primeiros marcos foram designados em 15 de outubro de 1966 e o mais recente em 1 de fevereiro de 2021, o Buon Gusto Sausage Factory, localizado no bairro de North Beach.

## Geografia
De acordo com o Departamento do Censo dos Estados Unidos, a cidade tem uma área de 600,6 km², dos quais 121,5 km² estão cobertos por terra e 479,1 km² (79,8%) por água.

### Localização geográfica

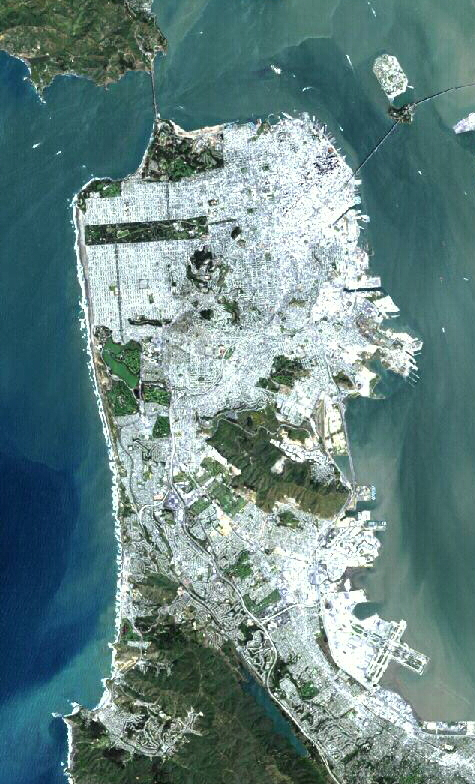
Imagem de satélite da Península de São Francisco

São Francisco está localizada na costa oeste dos Estados Unidos, no extremo norte da Península de São Francisco e inclui trechos significativos do Oceano Pacífico e da Baía de São Francisco dentro de seus limites. Várias ilhas — como as pitorescas Alcatraz, Treasure e a adjacente Yerba Buena e pequenas porções das ilhas de Alameda, Red Rock e Angel — são parte da cidade. Também estão incluídas as ilhas Farallon, desabitadas e localizadas há 43 km ao largo do Oceano Pacífico.
Há mais de 50 colinas dentro dos limites da cidade. Alguns bairros são nomeados em homenagem ao monte em que se encontram, como Nob Hill, Potrero Hill e Russian Hill. Perto do centro geográfico de São Francisco, a sudoeste do centro da cidade, são uma série de colinas menos densamente povoadas. Twin Peaks, um par de colinas que formam um dos pontos mais altos da cidade, constitui um ponto turístico popular. A mais alta colina de San Francisco, o Monte Davidson, tem 283 metros de altura, cujo cume tem uma cruz 31 m de altura construída em 1934. Dominando esta área está a Torre Sutro, uma grande torre de transmissão rádio e televisão vermelha e branca.
As falhas de Santo André e Hayward são responsáveis por grande atividade sísmica, embora não passem diretamente através da própria cidade. A Falha de Santo André causou os terremotos de 1906 e 1989. Os terremotos menores também ocorrem em uma base regular. A ameaça de grandes sismos desempenha um grande papel no desenvolvimento da infraestrutura da cidade, que construiu um sistema de abastecimento de água auxiliar e tem atualizado constantemente seus códigos de construção, exigindo retrofits de edifícios mais antigos e padrões de engenharia mais elevados para construções nova. No entanto, ainda existem milhares de pequenos edifícios que permanecem vulneráveis a danos de terremotos. O Serviço Geológico dos Estados Unidos criou um modelo para analisar a ocorrência de terremotos na Califórnia.

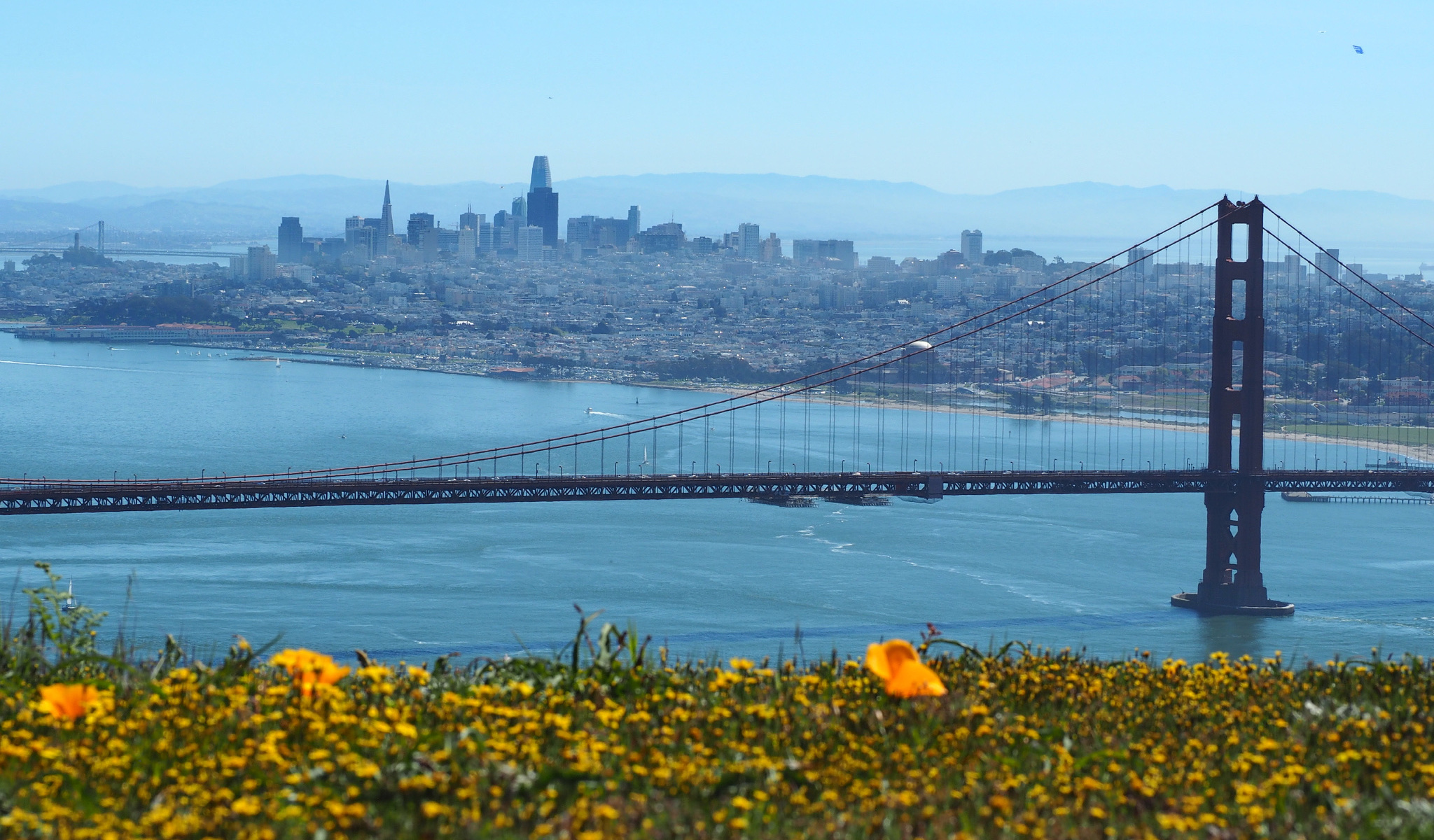
São Francisco vista a partir das Marin Headlands

O litoral de San Francisco tem crescido além de seus limites naturais. Bairros inteiros, como a Marina, Mission Bay e Hunters Point, além de grandes seções do Embarcadero, estão sob áreas de aterro. A ilha Treasure foi construída a partir de material dragado da baía, bem como de material resultante da construção de um túnel através ilha de Yerba Buena, durante a criação da ponte da baía. Esses terrenos tendem a ser instáveis durante terremotos. A liquefação resultante de terremotos causa grandes danos às propriedades construída sobre elas, como foi evidenciado no distrito de Marina durante o Sismo de Loma Prieta de 1989. A maioria dos cursos de água naturais da cidade, tais como Islais Creek e Mission Creek, foram canalizados ou aterrados, embora a Comissão de Serviços Públicos esteja estudando propostas de restaurar alguns riachos.

### Áreas verdes

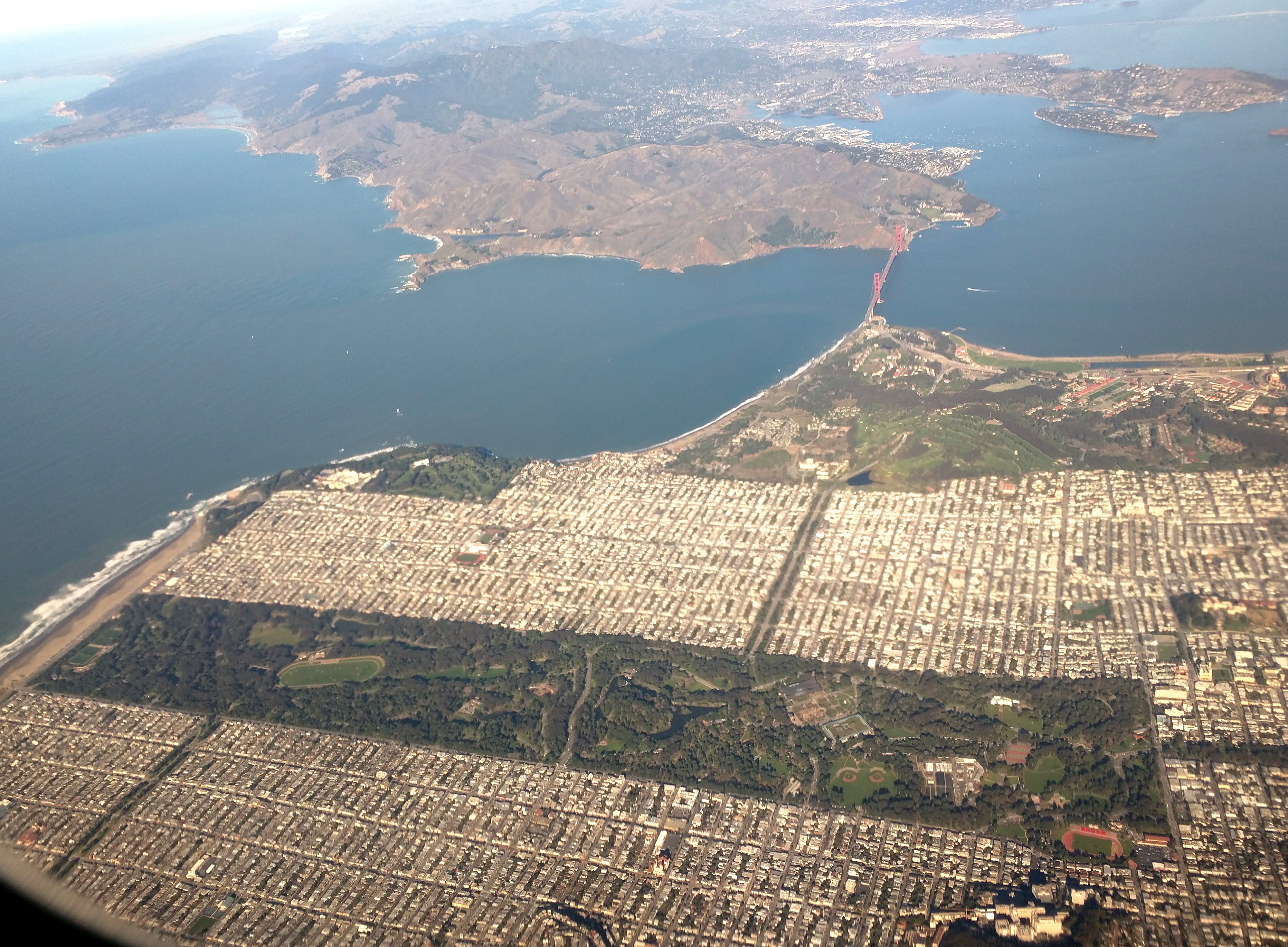
Vista aérea do Golden Gate Park, com o parque Presídio ao fundo

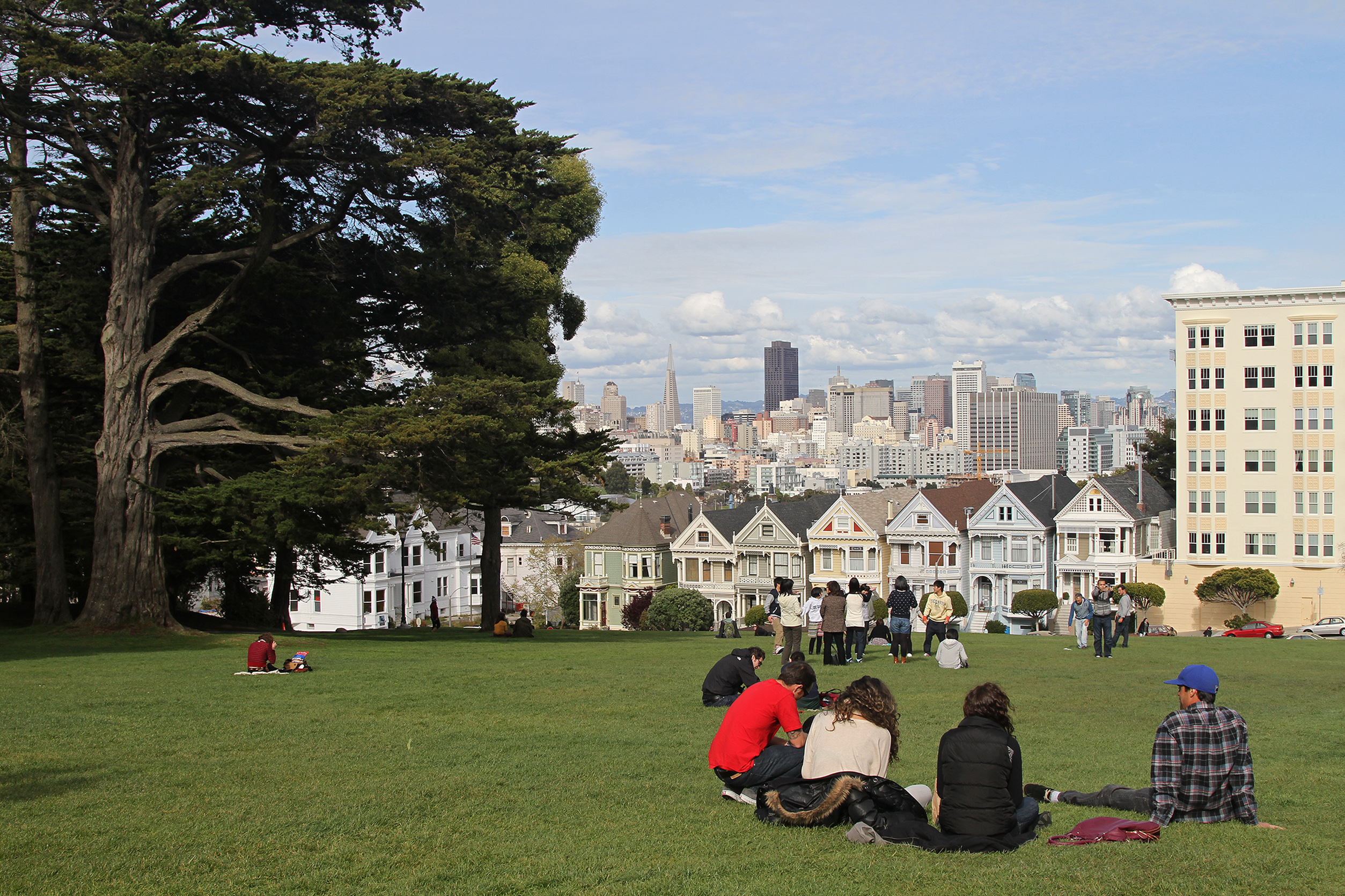
Alamo Square, um dos parques mais conhecidos da cidade

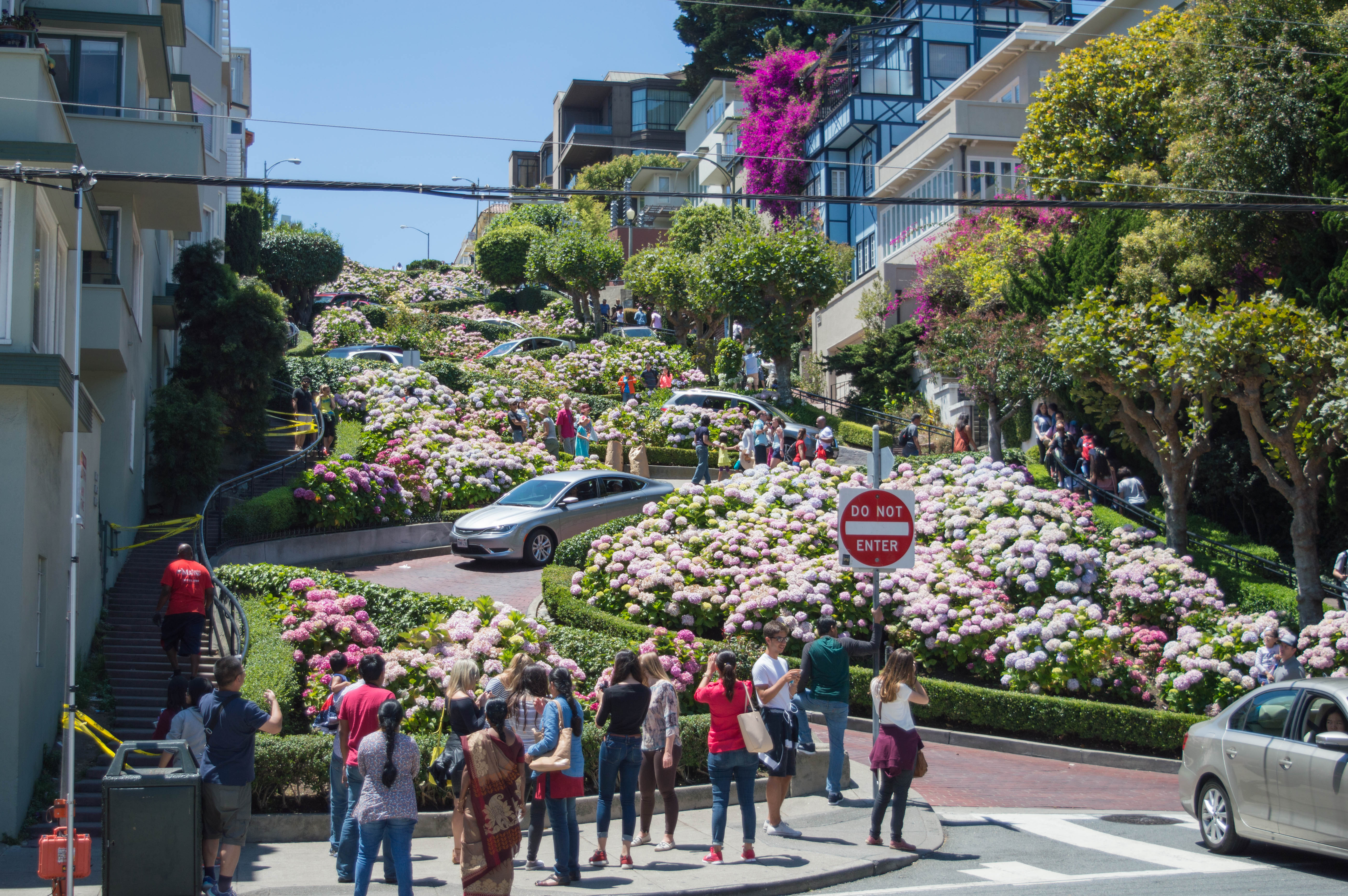
Turistas na Lombard Street

Vários dos parques de San Francisco e quase todas as suas praias fazem parte da Região Recreativa Nacional de Golden Gate (RRNGG), uma das unidades mais visitadas do Serviço Nacional de Parques nos Estados Unidos, com mais de 13 milhões de visitantes por ano. Entre as atrações da RRNGG dentro da cidade estão Ocean Beach, que corre ao longo da costa do Oceano Pacífico e é frequentada por uma vibrante comunidade de surfistas, e Baker Beach, que fica em uma enseada a oeste do Golden Gate e parte do Presidio, uma antiga base militar. Também dentro do Presidio está Crissy Field, um antigo aeródromo que foi restaurado ao seu ecossistema natural de pântano. A RRNGG também administra Fort Funston, Lands End, Fort Mason e Alcatraz. O Serviço Nacional de Parques administra separadamente o Parque Histórico Nacional Marítimo de São Francisco — uma frota de navios históricos e propriedades à beira-mar ao redor do Parque Aquático.
Existem mais de 220 parques mantidos pelo Departamento de Parques e Recreação de São Francisco. O maior e mais conhecido parque da cidade é o Golden Gate Park, que se estende do centro da cidade a oeste até o Oceano Pacífico. Coberto de gramíneas nativas e dunas de areia, o parque foi concebido na década de 1860 e foi criado pelo plantio extensivo de milhares de árvores e plantas não nativas. O grande parque é rico em atrações culturais e naturais, como o Conservatório de Flores, o Jardim de Chá Japonês e o Jardim Botânico de São Francisco. O Lago Merced é um lago de água doce cercado por parques e perto do Zoológico de São Francisco, um parque de propriedade da cidade que abriga mais de 250 espécies de animais, muitos dos quais estão ameaçados de extinção. O único parque administrado pelo Departamento de Parques e Recreação da Califórnia localizado principalmente em São Francisco, o Candlestick Point foi a primeira área de recreação urbana do estado.
A cidade ocupa o quinto lugar em acesso e qualidade de parques no ranking 2018 ParkScore dos 100 principais sistemas de parques nos Estados Unidos, de acordo com a organização sem fins lucrativos Trust for Public Land.

### Clima
Cercada nos três lados por água, o clima de São Francisco é muito influenciado pelas correntes frias do Oceano Pacífico. O tempo da cidade é ameno o ano inteiro, caracterizado por um clima temperado mediterrânico (Csb), com verões relativamente quentes e invernos relativamente frios. A temperatura média no inverno é de 10 °C, raramente caindo abaixo de zero, e a temperatura média no verão é de 15 °C. A temperatura mais baixa já registrada em São Francisco foi de -4 °C, em dezembro de 1972, e a mais alta foi de 41 °C, em julho de 1988. A precipitação total média anual na cidade é de 500,4 milímetros, que cai na maior parte do ano na forma de chuva; e raramente, na forma de neve semiderretida. Muito eventualmente, neva na cidade. Chove muito pouco no verão, mas os invernos são geralmente muito chuvosos.
A combinação do calor do solo californiano e do frio do Oceano Pacífico causam constantemente névoa e neblina nos verões de São Francisco. Isto faz com que os os verões da cidade sejam significantemente mais frios do que no interior do estado. Em setembro, porém, ocorrência de névoa e neblina na cidade é mais rara. Nessa época faz uma semana das mais quentes do ano, conhecida pelo nome de Indian Summer (verão índio).[carece de fontes?]
| Dados climatológicos para São Francisco (CA), Estados Unidos | Dados climatológicos para São Francisco (CA), Estados Unidos | Dados climatológicos para São Francisco (CA), Estados Unidos | Dados climatológicos para São Francisco (CA), Estados Unidos | Dados climatológicos para São Francisco (CA), Estados Unidos | Dados climatológicos para São Francisco (CA), Estados Unidos | Dados climatológicos para São Francisco (CA), Estados Unidos | Dados climatológicos para São Francisco (CA), Estados Unidos | Dados climatológicos para São Francisco (CA), Estados Unidos | Dados climatológicos para São Francisco (CA), Estados Unidos | Dados climatológicos para São Francisco (CA), Estados Unidos | Dados climatológicos para São Francisco (CA), Estados Unidos | Dados climatológicos para São Francisco (CA), Estados Unidos | Dados climatológicos para São Francisco (CA), Estados Unidos |
| Mês                                                          | Jan                                                          | Fev                                                          | Mar                                                          | Abr                                                          | Mai                                                          | Jun                                                          | Jul                                                          | Ago                                                          | Set                                                          | Out                                                          | Nov                                                          | Dez                                                          | Ano                                                          |
| ------------------------------------------------------------ | ------------------------------------------------------------ | ------------------------------------------------------------ | ------------------------------------------------------------ | ------------------------------------------------------------ | ------------------------------------------------------------ | ------------------------------------------------------------ | ------------------------------------------------------------ | ------------------------------------------------------------ | ------------------------------------------------------------ | ------------------------------------------------------------ | ------------------------------------------------------------ | ------------------------------------------------------------ | ------------------------------------------------------------ |
| Temperatura máxima recorde (°C)                              | 26                                                           | 27                                                           | 28                                                           | 34                                                           | 38                                                           | 39                                                           | 39                                                           | 37                                                           | 38                                                           | 39                                                           | 30                                                           | 24                                                           | 39                                                           |
| Temperatura máxima média (°C)                                | 14,5                                                         | 16,3                                                         | 16,9                                                         | 18,1                                                         | 18,6                                                         | 19,8                                                         | 20,1                                                         | 20,7                                                         | 21,8                                                         | 21,3                                                         | 17,8                                                         | 14,8                                                         | 18,4                                                         |
| Temperatura mínima média (°C)                                | 8,0                                                          | 9,2                                                          | 9,6                                                          | 10,1                                                         | 10,8                                                         | 11,8                                                         | 12,4                                                         | 13,1                                                         | 13,4                                                         | 12,6                                                         | 10,4                                                         | 8,2                                                          | 10,8                                                         |
| Temperatura mínima recorde (°C)                              | 0                                                            | −1                                                           | 4                                                            | 4                                                            | 7                                                            | 8                                                            | 8                                                            | 9                                                            | 9                                                            | 7                                                            | 4                                                            | −2                                                           | −2                                                           |
| Precipitação (mm)                                            | 119,9                                                        | 105,4                                                        | 86,4                                                         | 31,8                                                         | 13,7                                                         | 3,3                                                          | 1                                                            | 2,3                                                          | 7,1                                                          | 30,2                                                         | 84,1                                                         | 80,8                                                         | 565,9                                                        |
| Dias com chuva                                               | 11,4                                                         | 10,8                                                         | 11,2                                                         | 6,2                                                          | 3,3                                                          | 1,4                                                          | 0,4                                                          | 0,9                                                          | 2,1                                                          | 4,1                                                          | 8,7                                                          | 9,6                                                          | 70,1                                                         |
| Fonte: NCDC (NOAA) (22 de Junho de 2010)                     |                                                              |                                                              |                                                              |                                                              |                                                              |                                                              |                                                              |                                                              |                                                              |                                                              |                                                              |                                                              |                                                              |

## Demografia
Desde 1900, o crescimento populacional médio, a cada dez anos, é de 8,6%.

### Censo 2020
Segundo o censo nacional de 2020, a sua população é de 873 965 habitantes e sua densidade populacional é de 7 192,7 hab/km². Seu crescimento populacional na última década foi de 8,5%, acima do crescimento estadual de 6,1%. É a quarta cidade mais populosa da Califórnia e a 17ª mais populosa dos Estados Unidos.
Possui 406 628 residências que resulta em uma densidade de 3 346,5 residências/km² e um aumento de 7,9% em relação ao censo anterior. Deste total, 8,6% das unidades habitacionais estão desocupadas. A média de ocupação é de 2,4 pessoas por residência.
A renda familiar média é de 123 859 dólares e a taxa de emprego é de 69,6%. Existem 34 863 estabelecimentos empregadores na cidade.

### Censo 2010
O Censo dos Estados Unidos de 2010 informou que São Francisco tinha uma população de 805 235 habitantes. Com uma densidade populacional de 6 632 pessoas por quilômetros quadrado, a cidade é a segundo aglomerado urbano mais densamente povoado dos Estados Unidos, atrás apenas de Nova Iorque (entre as cidades mais de 200 000 população).

#### Raça, etnia, línguas e religião
São Francisco tem uma população de maioria minoritária, em que os brancos não-hispânicos representam menos de metade da população, 41,9%, ante 92,5% em 1940. Segundo o censo de 2010, a composição étnica e população da cidade incluía: 390 387 brancos (48%), 267 915 asiáticos (33%), 48 870 afro-americanos (6%) e outros. Havia 121 744 hispânicos ou latinos de qualquer raça (15%).
Em 2010, os moradores de etnia chinesa constituíam o maior grupo étnico minoritário único em São Francisco, com 21% da população; os outros grupos asiáticos são os de filipinos (5%) e vietnamitas (2%). A população de ascendência chinesa está mais fortemente concentrada em Chinatown, Sunset District e Richmond District, ao passo que os filipinos são mais concentrados no Crocker-Amazon (que é contígua com a comunidade filipina de Daly City, que tem uma das maiores concentrações de filipinos na América do Norte), bem como no soma. O Distrito Tenderloin é o lar de uma grande parcela da população vietnamita da cidade, bem como empresas e restaurantes, que é conhecida como a cidade de Little Saigon.
Os principais grupos hispânicos na cidade vieram do México (7%) e de El Salvador (2%). A população hispânica é mais fortemente concentrada nos distritos Mission, Tenderloin e Excelsior. O percentual de residentes hispânicos da cidade é menos da metade do que o do estado. A população afro-americano de São Francisco representavam 6% da população da cidade. A percentagem de afro-americanos em San Francisco é semelhante a da Califórnia. A maioria da população negra da cidade reside nos bairros de Bayview-Hunters Point e Visitacion Valley e no Distrito Fillmore. Apenas 38% dos moradores da cidade nasceram na Califórnia, 25% nasceram em um estado diferente e 36% nasceram fora dos Estados Unidos.
Em 2010, 55% (411 728) dos moradores de São Francisco falava inglês em casa como uma língua primária, enquanto 19% (140 302) falava uma variedade de dialetos chineses (principalmente taishanese e cantonês), 12% (88 147) espanhol, 3% (25 767) tagalog e 2% (14 017) russo. No total, 45% (342 693) da população de São Francisco falava uma língua materna diferente do inglês. San Francisco é uma cidade com uma grande diversidade religiosa, em 2014, numa pesquisa feita pelo instituto Pew Research Center constatou que a cidade de San Francisco era a grande cidade menos cristã dos Estados Unidos, nessa pesquisa mostrou que cerca de 20% dos habitantes da cidade são protestantes e 25% são católicos, num total de 48% de cristãos, há também uma grande comunidade de budistas, judeus, hindus, muçulmanos e xintoístas na cidade cerca de 15% da população da cidade é adepta de religiões não-cristã, sendo os judeus e budistas os mais numerosos, Há também um forte número de pessoas sem religião na cidade, e cerca de 36% de seus habitantes não possuem religião (somado ao número de ateus e agnósticos) e é a segunda cidade mais irreligiosa dos Estados Unidos, perdendo apenas para Seattle.

### Área metropolitana

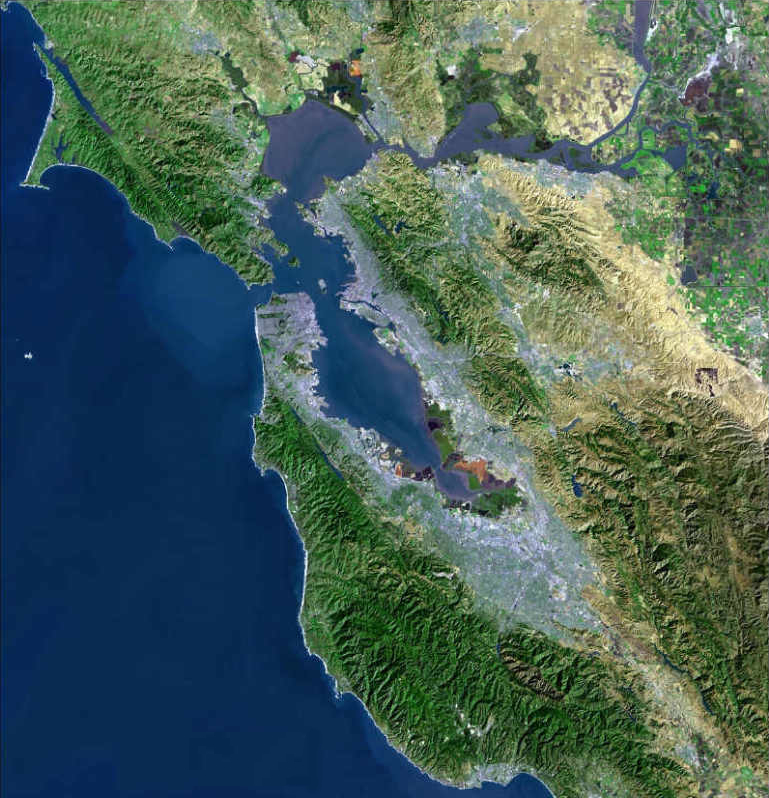
Área da baía de São Francisco

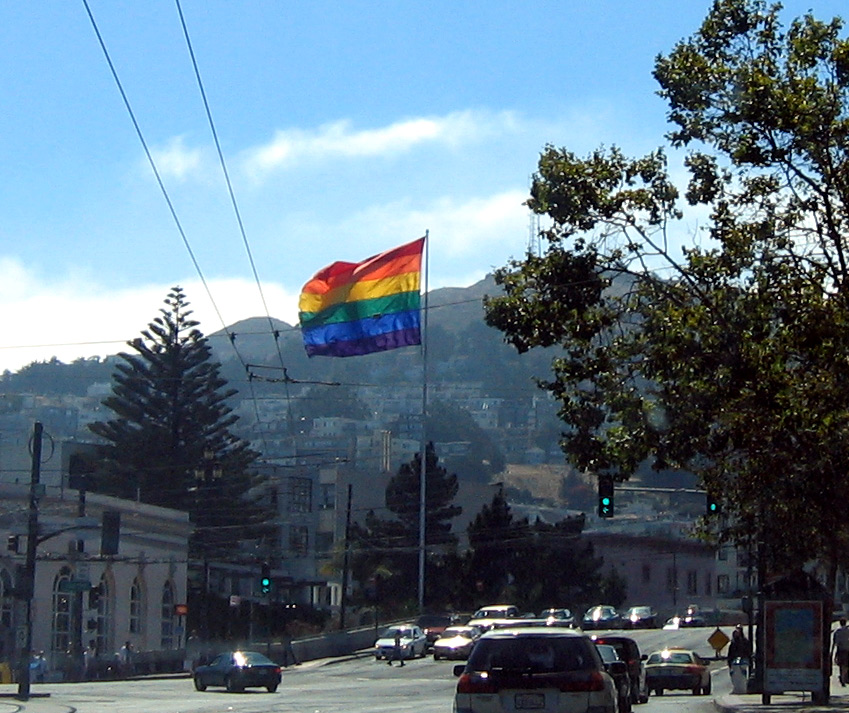
Bandeira arco-íris no bairro Castro, um símbolo do movimento LGBT criado na cidade

São Francisco é um dos dois núcleos da região metropolitana de São Francisco-São José, sendo o outro núcleo São José. A população da região metropolitana é de 7 533 384 habitantes, dos quais apenas 11% estão localizados em São Francisco. Atualmente, a maior cidade da região metropolitana é São José, com seus 964 695 habitantes (segundo estimativa do censo 2009), mas São Francisco ainda é considerado o principal centro econômico e cultural dessa região. A área total da região metropolitana de São Francisco-São José é de 20 616 km².

### Educação, famílias e renda
De todas as grandes cidades dos Estados Unidos, São Francisco tem a segunda maior percentagem de residentes com um diploma universitário, atrás apenas de Seattle. Mais de 44% dos adultos têm um grau de bacharel. São Francisco teve a taxa de 344 000 graduados totais em 121 km² de cidade.
A cidade tem a maior percentagem de homossexuais assumidos do que qualquer uma das 50 maiores cidades dos Estados Unidos, em 15%. São Francisco também tem o maior percentual de famílias do mesmo sexo do que qualquer condado americano, sendo que a área da baía concentra uma taxa mais elevada do que qualquer outra área metropolitana do país.
São Francisco ocupa a terceira posição das cidades estadunidenses em renda familiar média, com um valor de 65 519 dólares em 2007. A renda familiar média era de 81 136 dólares. A emigração de famílias de classe média deixou a cidade com uma proporção menor de crianças (15%) do que qualquer outra grande cidade do país. A taxa de pobreza da cidade é de 12%, inferior à média nacional. Pessoas sem abrigo tem sido um problema crônico da cidade desde o início da década de 1970. Acredita-se que a cidade tem o maior número de habitantes sem abrigo per capita entre todas as grandes cidades dos Estados Unidos.
Há 345 811 famílias na cidade, das quais: 133 366 agregados familiares (39%) eram liderados por uma pessoa, 109 437 (32%) eram de casais do sexo oposto, 63 577 (18%) tinham crianças com menos de 18 anos de idade, 21 677 (6%) eram solteiros com parceiros do sexo oposto e 10 384 (3%) eram de casais do mesmo sexo. O tamanho médio da casa era 2,26; o tamanho médio da família era 3,11. 452 986 pessoas (56%) viviam de aluguel e 327 985 pessoas (41%) viviam em unidades próprias. A idade mediana da população da cidade é de 38 anos.

## Governo e política

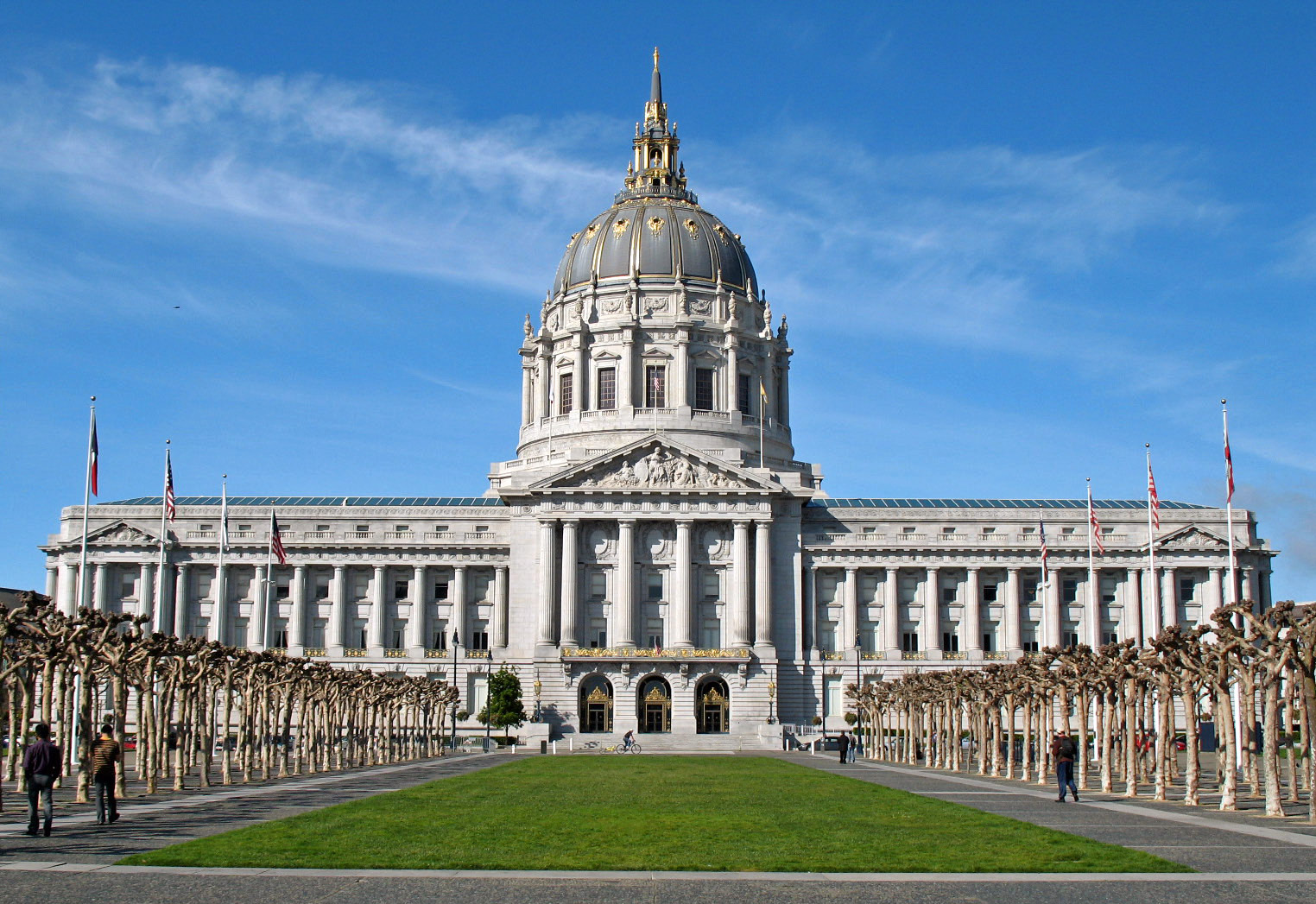
Prefeitura de São Francisco

São Francisco, oficialmente conhecida como a Cidade e Condado de São Francisco, é uma cidade-condado consolidada, um estatuto que ocupa desde a secessão do Condado de San Mateo em 1856. É a única essa consolidação, na Califórnia. O prefeito também é o chefe executivo do condado e a Câmara de Supervisores de São Francisco atua como o conselho da cidade. O governo de São Francisco é uma instituição da cidade constituída por dois ramos coiguais. O poder executivo é dirigido pelo prefeito e inclui outros funcionários eleitos e nomeados em toda a cidade, bem como o serviço civil. Os 11 membros da Câmara de Supervisores, o poder legislativo, são dirigidos por um presidente e é responsável pela aprovação de leis e orçamentos, embora os cidadãos também possam fazer uso de iniciativas eleitorais diretas para passar uma legislação.
Os membros da Câmara de Supervisores são eleitos como representantes de distritos específicos dentro da cidade. Após a morte ou renúncia de um prefeito, o presidente do Câmara torna-se o prefeito atuante até que toda a Câmara eleja um substituto interino para o período restante do mandato. Em 1978, Dianne Feinstein assumiu o cargo após o assassinato de George Moscone e foi selecionado mais tarde pela Câmara para terminar o mandato. Em 2011, Edwin M. Lee foi selecionado pelo conselho para terminar o mandato de Gavin Newsom, que renunciou para tomar posse como vice-governador da Califórnia.

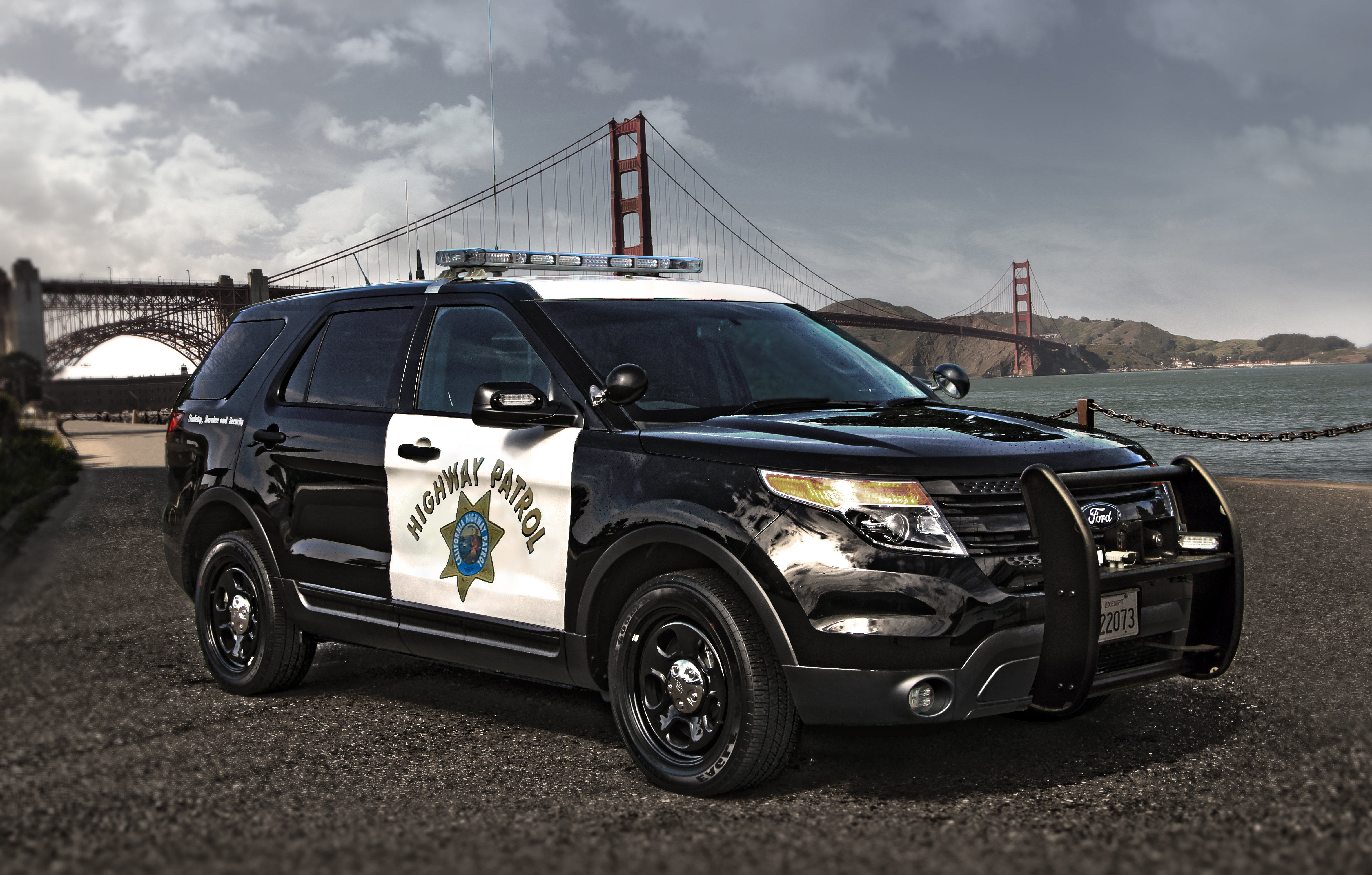
Viatura da California Highway Patrol com a Ponte Golden Gate ao fundo

Por causa de seu estatuto de cidade-condado, o governo local exerce jurisdição sobre propriedade que de outra forma estariam localizadas fora do seu limite corporação. O Aeroporto Internacional de São Francisco, embora localizada no Condado de San Mateo, pertence e é operado pela cidade e pelo condado de São Francisco. A cidade também mantém também um complexo de cadeias localizado em San Mateo County, em uma área não incorporada ao lado de San Bruno. São Francisco também recebeu um arrendamento perpétuo sobre o Vale de Hetch Hetchy e as bacias hidrográficas no Parque Nacional de Yosemite pela Lei Raker em 1913.
São Francisco serve como o centro regional de muitos braços da burocracia federal, incluindo o Tribunal de Apelações dos Estados Unidos, o Federal Reserve Bank e a Casa da Moeda dos Estados Unidos. Até o desmantelamento no início de 1990, a cidade teve grandes instalações militares em Presidio, Treasure e Hunters Point, um legado que ainda reflete na celebração anual da semana da frota. O Estado da Califórnia utiliza São Francisco como a casa do Supremo Tribunal do Estado e de outras agências estatais. Os governos estrangeiros mantêm mais de setenta consulados na cidade.

## Economia

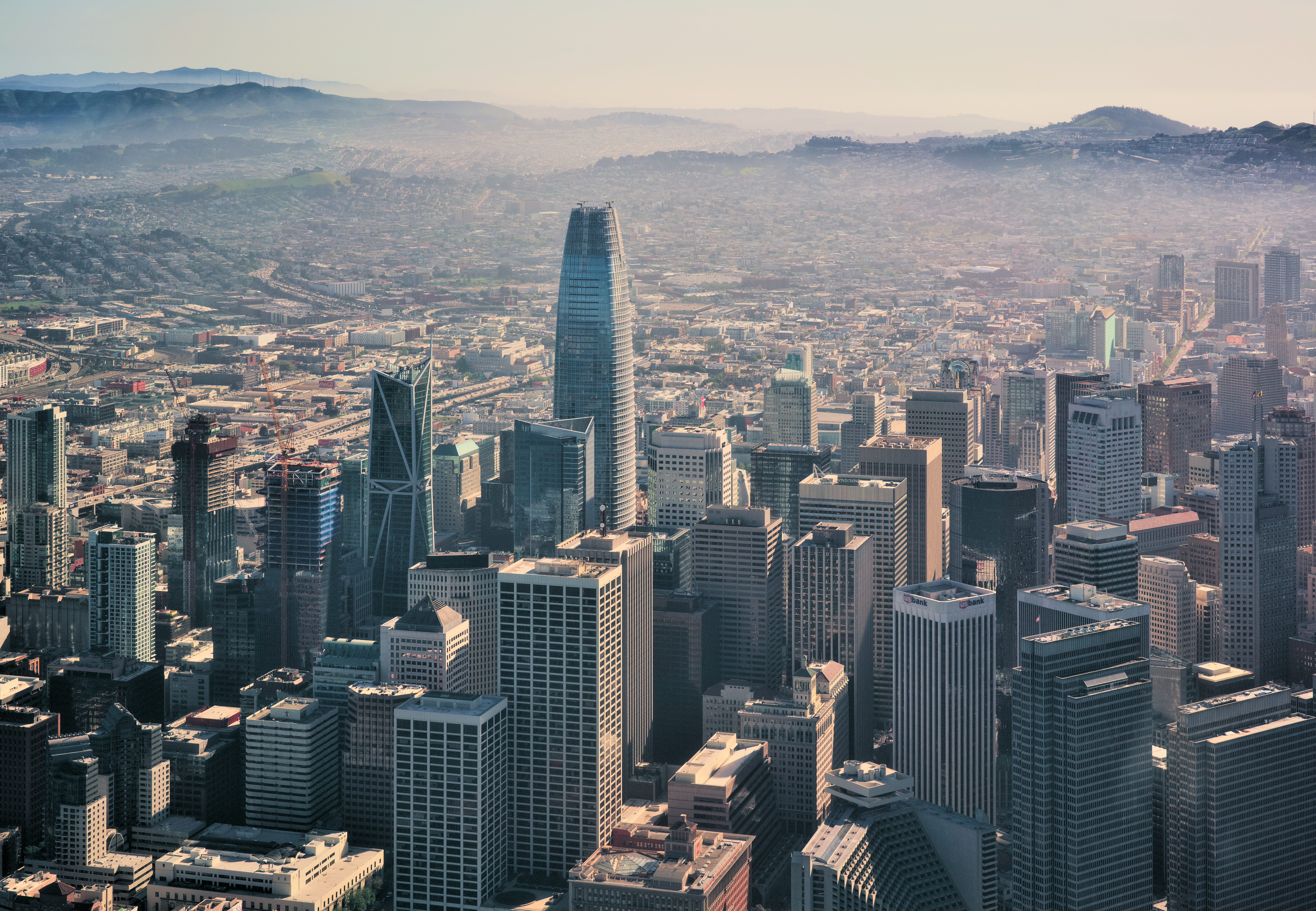
Centro financeiro de São Francisco, com destaque para a Salesforce Tower

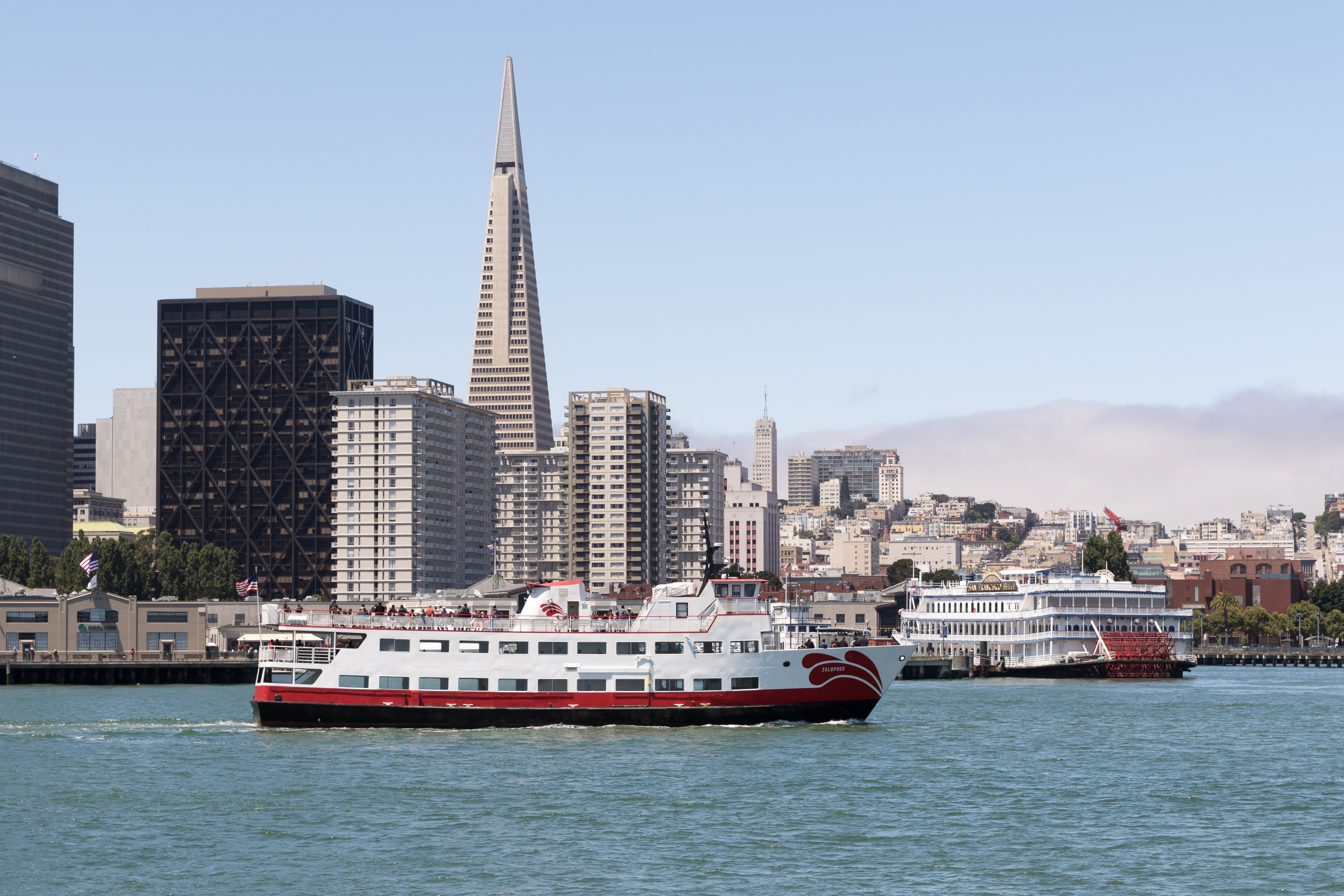
Navios nos arredores do porto, com os arranha-céus do distrito financeiro, com destaque para a Transamerica Pyramid, ao fundo

San Francisco tem uma economia de serviços diversificada, com uma ampla gama de serviços profissionais, incluindo serviços financeiros, turismo e (cada vez mais) de alta tecnologia. Em 2012, aproximadamente 25% dos trabalhadores eram empregados em serviços profissionais; 16% em serviços governamentais; 15% no lazer e hospitalidade; 11% na educação e cuidados de saúde; e 9% nas atividades financeiras. Em 2013, o PIB de cinco concelho San Francisco área metropolitana foi de 388,3 bilhões de dólares.
O legado da corrida do ouro na Califórnia tornou São Francisco centro bancário e financeiro da Costa Oeste no início do século XX. A Montgomery Street, no distrito financeiro, ficou conhecida como o "Wall Street do Oeste", que abriga o Federal Reserve Bank de San Francisco, a sede da empresa Wells Fargo e o local da agora extinta Bolsa de Valores da Costa do Pacífico. O Bank of America, um pioneiro em fazer serviços bancários acessíveis à classe média, foi fundado em San Francisco e na década de 1960, construiu o arranha-céus moderno marco a 555 California Street para a sua sede corporativa. Muitas grandes instituições financeiras, bancos multinacionais e empresas de capital de risco são baseados mantém sua sede regional na cidade. Com mais de 30 instituições financeiras internacionais, sendo seis empresas da Fortune 500, e uma grande infraestrutura de apoio a serviços profissionais, como legislação, relações públicas, arquitetura e design, São Francisco é considerada como uma cidade global alfa (-) e está classificado em 10º lugar entre os principais centros financeiros globais.
Desde os anos 1990, a economia de San Francisco diversificou-se para além das finanças e turismo para os campos de alta tecnologia, biotecnologia e pesquisa médica. Os empregos de tecnologia representavam apenas 1% da economia da cidade em 1990, crescendo a 4% em 2010 e 8% em 2013. São Francisco se tornou um epicentro de empresas startup de internet durante a bolha pontocom da década de 1990 e o subsequente crescimento das mídias sociais do final dos anos 2000. Desde 2010, São Francisco atraiu uma parte crescente dos investimentos de capital de risco, em comparação com o Vale do Silício, que fica nas proximidades, atraindo 423 financiamentos no valor de 4,58 bilhões de dólares em 2013. Em 2004, a cidade aprovou uma isenção de imposto sobre os salários para as empresas de biotecnologia para promover o crescimento no bairro de Mission Bay, local de um segundo campus e do hospital da Universidade da Califórnia em São Francisco (UCSF). Mission Bay hospeda o California Institute for Regenerative Medicine, California Institute for Quantitative Biosciences e os Institutos Gladstone, bem como mais de 40 empresas privadas de ciências da vida.

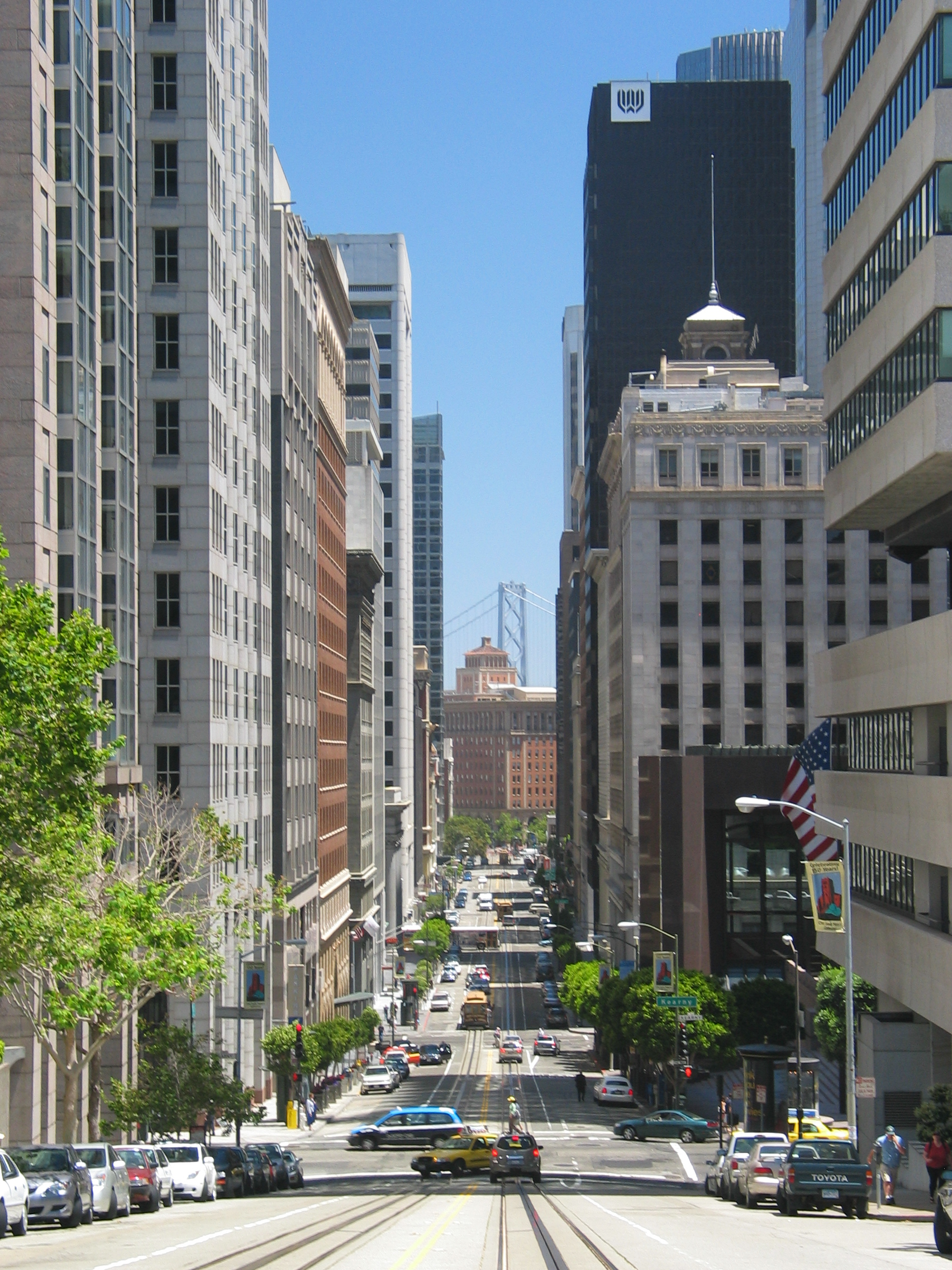
Rua Califórnia, no centro da cidade

O principal empregador na cidade é o próprio governo local, que emprega 5,3% (25 000 pessoas) da população da cidade, seguido da UCSF, com mais de 22 000 empregados. O terceiro, com 1,8% (8 500 pessoas, é o California Pacific Medical Center, o maior empregador do setor privado. Pequenas empresas com menos de 10 trabalhadores e empresas não assalariadas compõem 85% dos estabelecimentos da cidade e o número de cidadãos empregados por empresas com mais de 1 000 empregados caiu pela metade desde 1977. O crescimento de grandes redes de varejo nacionais na cidade foi tornado intencionalmente difícil por consenso político e cívico. Em um esforço para apoiar pequenas empresas de propriedade privada locais e preservar a personalidade de varejo original da cidade, a Comissão de Pequenos Negócios suporta uma campanha de publicidade para manter uma parcela maior dos dólares de varejo na economia local e a Câmara de Supervisores tem usado o código de planejamento para limitar os bairros onde estabelecimentos comerciais podem montar uma loja, um esforço afirmado pelos eleitores de São Francisco.
Como muitas cidades dos Estados Unidos, São Francisco teve uma vez um setor industrial significativo, empregando cerca de 60 000 trabalhadores em 1969, mas quase toda a produção foi para locais mais baratos na década de 1980. Em 2014, a cidade passou por um pequeno ressurgimento na produção, com mais de 4 000 empregos na indústria em todo 500 empresas, dobrando desde 2011.

### Turismo

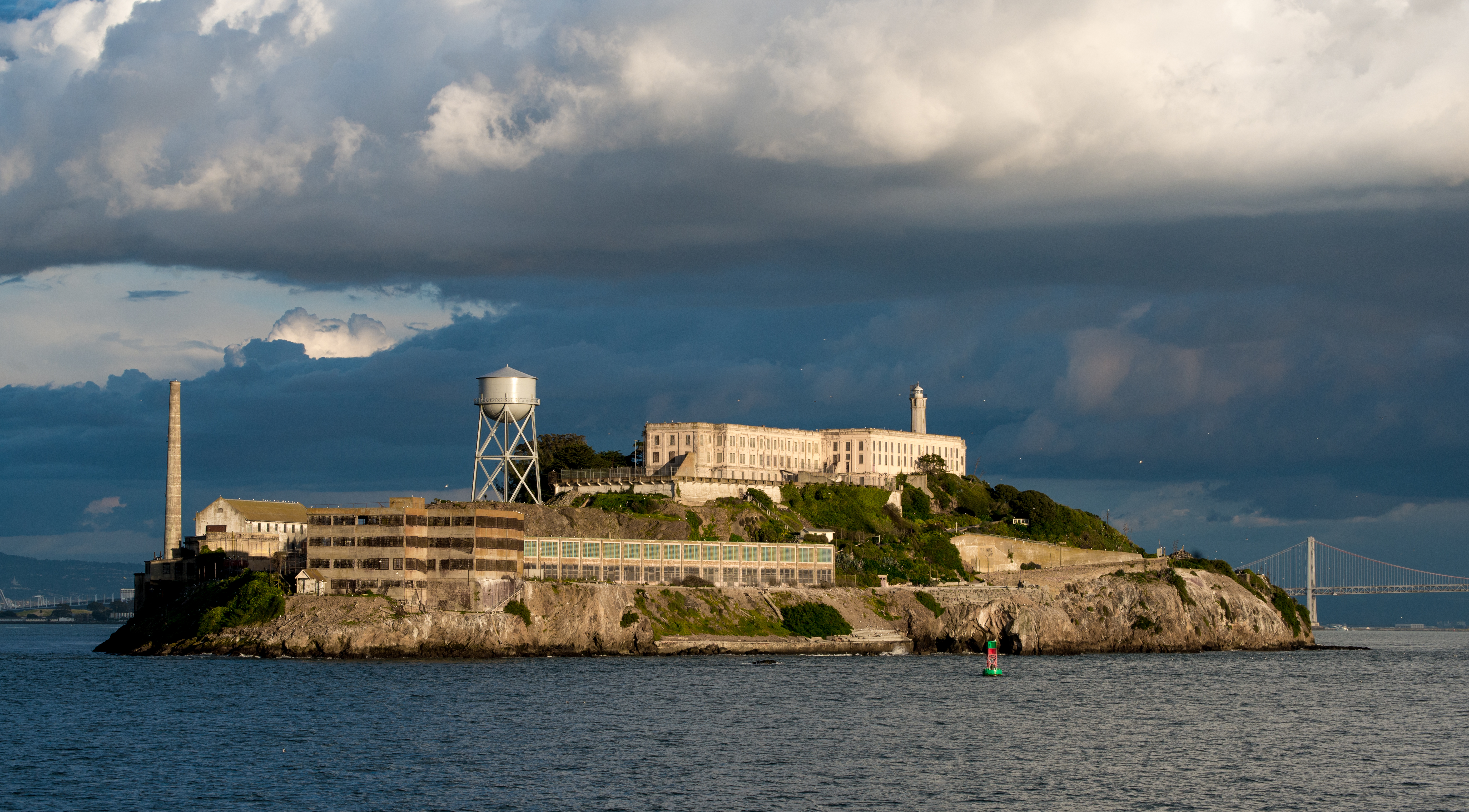
A Ilha de Alcatraz, onde ficava a Penitenciária Federal de Alcatraz, recebe 1,5 milhão de turistas por ano

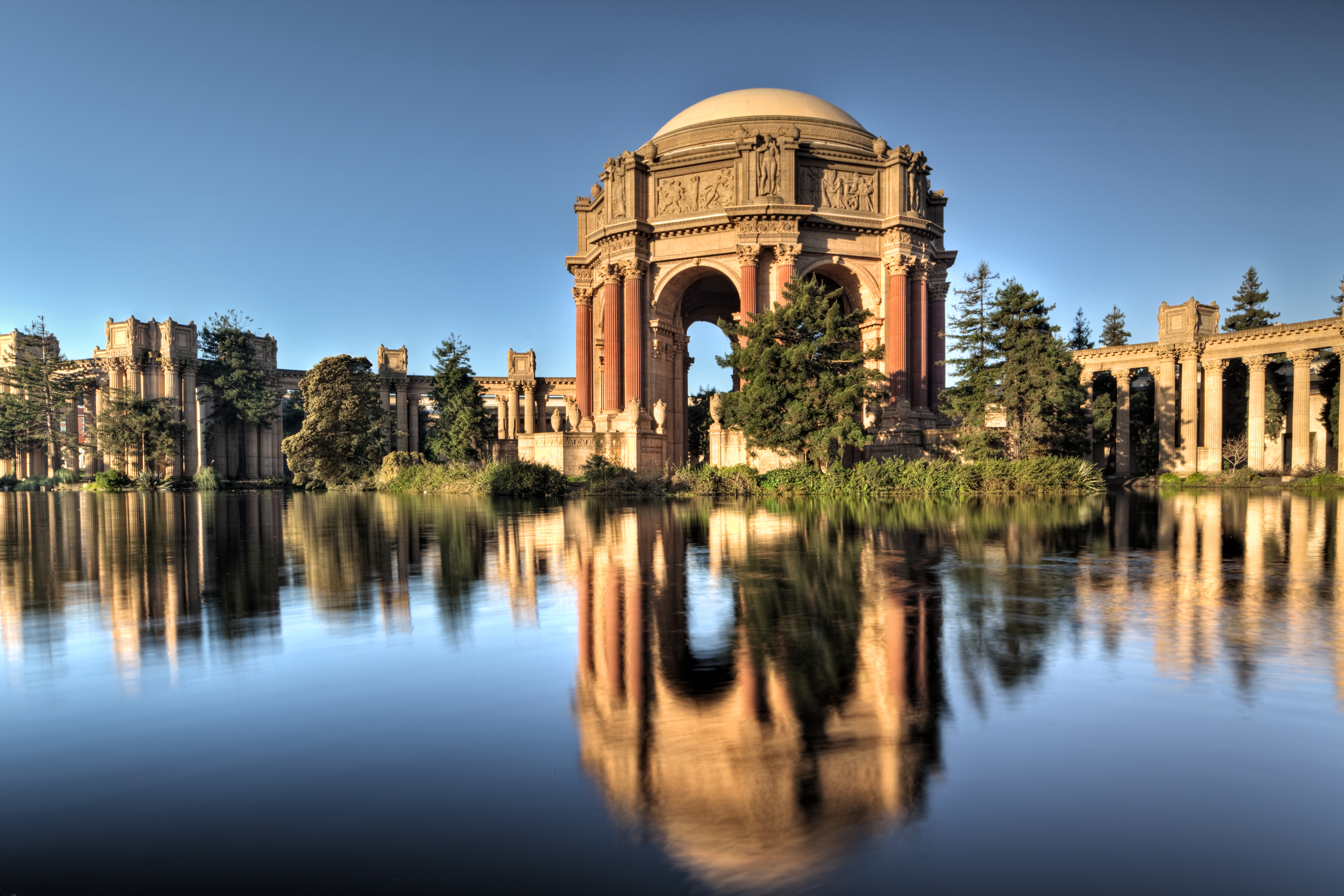
Palácio de Belas Artes, construído para a Exposição Universal de 1915

O turismo é uma das maiores indústrias do setor privado da cidade, responsável por mais de um em cada sete postos de trabalho na cidade. A frequente representação da cidade na música, no cinema e na cultura popular tornaram São Francisco e seus pontos de referência reconhecíveis em todo o mundo. Ela atrai o quinto maior número de turistas estrangeiros do que qualquer cidade nos Estados Unidos e é uma das 100 cidades mais visitadas em todo o mundo de acordo com a Euromonitor. Mais de 18 milhões de visitantes que chegaram em San Francisco em 2014, injetando 10,67 bilhões de dólares na economia. Com uma grande infraestrutura hoteleira e um centro de convenções de classe mundial no Moscone Center, San Francisco é um destino popular para convenções e conferências anuais.
O porto atualmente usa o Píer 35 para lidar com as chamadas de navios de cruzeiro com 60–80 000 e até 200 000 passageiros que vêm a São Francisco. Os itinerários de São Francisco normalmente incluem cruzeiros de ida e volta para o Alasca e México. O novo projeto de Terminal no Pier 27 é programado para abrir 2014 como um substituto. O terminal principal existente no Pier 35 não tem nem a capacidade suficiente para permitir o tamanho cada vez maior de novos navios de cruzeiro nem as comodidades necessárias para um terminal de cruzeiros internacionais.
Um elevado interesse em convenções em São Francisco, marcado pelo estabelecimento de centros de convenções, como em Yerba Buena, agiu como um alimentador para a economia turística local e resultou em um aumento na indústria hoteleira: "Em 1959, a cidade tinha menos de 300 quartos de hotel de primeira classe; em 1970, o número foi de nove mil; e, em 1999, havia mais de trinta mil". A mercantilização do Distrito de Castro também tem contribuído para a economia turística de San Francisco.
A prisão de Alcatraz, que já foi considerada a mais segura dos Estados Unidos, foi morada de grandes bandidos como Al Capone. Atualmente é um dos principais pontos turísticos da cidade. Após seu fechamento, a prisão tornou-se um museu que recebe milhares de visitantes todos os anos. Muitas das celas de Alcatraz estão preservadas com objetos da época, inclusive o buraco feito pelos dois únicos fugitivos da história do presídio de segurança máxima.

## Infraestrutura

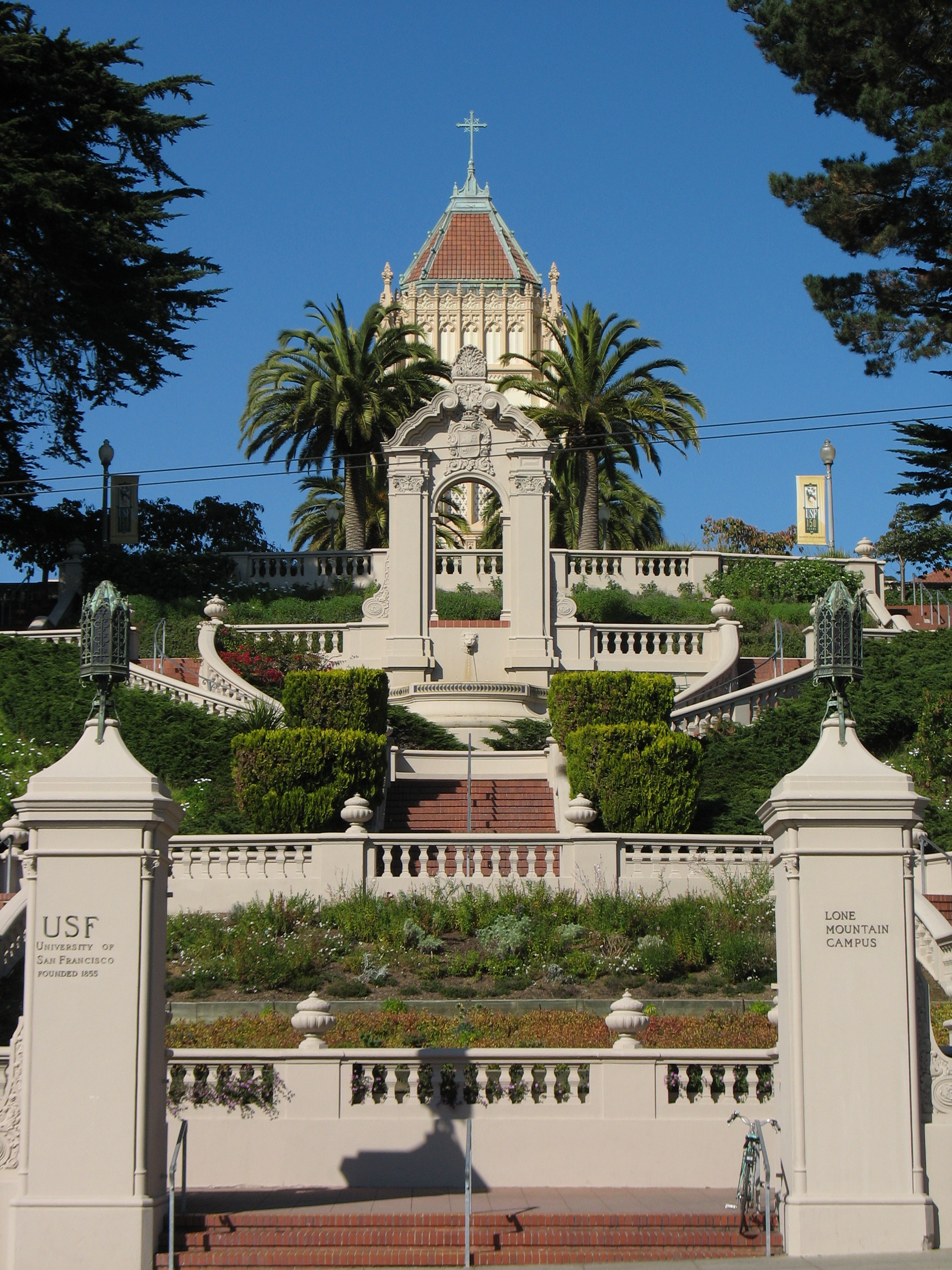
Universidade Estadual de São Francisco

### Educação
O sistema de escolas públicas de São Francisco é administrado pelo San Francisco Board of Education (Conselho de Educação de São Francisco). O Conselho é composto por sete membros, que são eleitos pela população da cidade para mandatos de quatro anos de duração.
Esta organização municipal administra o San Francisco Unified School District (Distrito Escolar Unificado de São Francisco), um distrito escolar que administra cerca de 120 escolas públicas, e que é responsável pela educação de aproximadamente 60 000 estudantes por ano. São Francisco administra um sistema de bibliotecas públicas, composto por 25 bibliotecas espalhadas pela cidade.[carece de fontes?]
São Francisco é um grande polo educacional. A maior universidade da cidade é a Universidade Estadual de São Francisco. Outras nove instituições de educação superior estão localizadas na cidade.[carece de fontes?]

### Transportes
|                                        |  |                                     |
| Trem do Metrô da Baía de São Francisco |  | Carruagem de cabos de São Francisco |

São Francisco possui um dos melhores e mais extensivos sistemas de transporte público da costa oeste dos Estados Unidos. A San Francisco Municipal Railway é o órgão municipal responsável por administrar as malhas de bondes, bondes a tração (que são um dos principais atrativos turísticos da cidade) e de ônibus. O sistema é integrado, considerando-se apenas as linhas de bondes e de ônibus. Os bondes de tração são mais uma atração turística da cidade do que um meio de transporte eficiente, e elas não são integradas com o resto do sistema.[carece de fontes?] O Bay Area Rapid Transit (BART) opera uma linha de metrô que conecta São Francisco com outras cidades vizinhas. Para quem quer se locomover do metrô para um ônibus é necessário o pagamento de um "transfer" 0,25 cents para poder transferir sua passagem para um ônibus convencional.[carece de fontes?]

São Francisco é uma das poucas grandes cidades dos Estados Unidos que optou por usar um sistema de avenidas arteriais como principal componente do sistema de vias públicas da cidade, ao invés de um extensivo sistema de vias expressas. Poucas vias expressas existem na cidade atualmente. São Francisco conecta-se com a cidade de Oakland, ao norte, através da Ponte São Francisco-Oakland. Foi inaugurada em 1936. Similarmente, a cidade conecta-se com o Condado de Marin, localizado a nordeste, somente através Ponte Golden Gate. Esta foi inaugurada em 1937, um ano após a inauguração da ponte de Oakland-São Francisco.[carece de fontes?]
|                             |  |                   |
| Ponte São Francisco-Oakland |  | Ponte Golden Gate |

O principal aeroporto que serve São Francisco, o Aeroporto Internacional de São Francisco está localizado a 12,9 quilômetros sul de São Francisco, no Condado de San Mateo, em uma área anteriormente ocupada por um aterro sanitário. É um dos dois grandes centros aeroportuários da Califórnia, sendo o outro o Aeroporto Internacional de Los Angeles, localizado em Los Angeles. O Aeroporto Internacional de São Francisco é um dos principais hubs da United Airlines. Durante o final da década de 1990, o Aeroporto Internacional de São Francisco chegou a ser o sexto aeroporto comercial mais movimentado do mundo, mas, com a depressão econômica dos anos 2000 e 2001, caiu fora da lista dos 10 mais movimentados em 2003. A BART conecta o aeroporto com a cidade, bem como uma via expressa.

Outros aeroportos primários na região incluem o Aeroporto Internacional de Oakland, localizado 32,2 quilômetros ao sul de São Francisco, e o Aeroporto Internacional de São José, localizado 70,8 quilômetros a sul de São Francisco.[carece de fontes?]
|                                                         |  |                                                             |
| Vista aérea do Aeroporto Internacional de São Francisco |  | Ferry Building, na área histórica do porto de São Francisco |

O Porto de São Francisco já foi o maior e mais movimentado porto da costa pacífica dos Estados Unidos. Porém, o advento dos contêineres e a construção de portos mais modernos e maiores em Los Angeles e Oakland na década de 1900 e na década de 1910 fizeram o porto de São Francisco obsoleto. Atualmente, o porto de São Francisco é pouco usado para o movimento de cargas (esta tarefa é desempenhada principalmente pelo Porto de Oakland), sendo usada mais para o movimento de balsas e pequenas embarcações. Atualmente, muito do terreno onde o Porto de São Francisco estava instalado foi vendido para a construção de prédios de escritórios.[carece de fontes?]

## Cultura
Com a chegada dos escritores e artistas beat da década de 1950 e mudanças sociais que culminaram no Verão do Amor no distrito de Haight-Ashbury durante a década de 1960, São Francisco se tornou um centro de ativismo liberal e da contracultura que surgiu na época. O caráter internacional que São Francisco tem desfrutado desde a sua fundação também continua hoje com um grande número de imigrantes da Ásia e da América Latina, sendo que 39% de seus residentes nasceram no exterior.

### LGBT

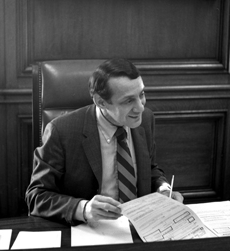
Harvey Milk, o primeiro homem abertamente homossexual a ser eleito para um cargo público na Califórnia

São Francisco há muito tempo tem uma história amigável para as pessoas LGBT. Foi o lar da primeira organização de direitos lésbicos nos Estados Unidos, a Daughters of Bilitis; a primeira pessoa abertamente gay a concorrer a cargos públicos nos Estados Unidos, José Sarria; o primeiro homem abertamente gay a ser eleito para um cargo público na Califórnia, Harvey Milk; a primeira juíza abertamente lésbica nomeado nos Estados Unidos, Mary C. Morgan; e a primeira comissária de polícia transgênero, Theresa Sparks. A grande população gay da cidade criou e sustentou uma comunidade política e culturalmente ativa ao longo de muitas décadas, desenvolvendo uma poderosa presença na vida cívica de São Francisco. Dados da pesquisa divulgados em 2015 pela Gallup colocam a proporção de população LGBT na área metropolitana de São Francisco em 6,2%, que é a maior proporção observada das 50 áreas metropolitanas mais populosas, conforme medida pela organização de pesquisa.
Um dos destinos mais populares para os turistas gays internacionalmente, a cidade hospeda o San Francisco Pride, um dos maiores e mais antigos desfiles de orgulho. Os eventos do San Francisco Pride acontecem continuamente desde 1972. Os eventos são temáticos e um novo tema é criado a cada ano. Em 2013, mais de 1,5 milhões de pessoas compareceram, cerca de 500 000 a mais do que no ano anterior.

### Museus

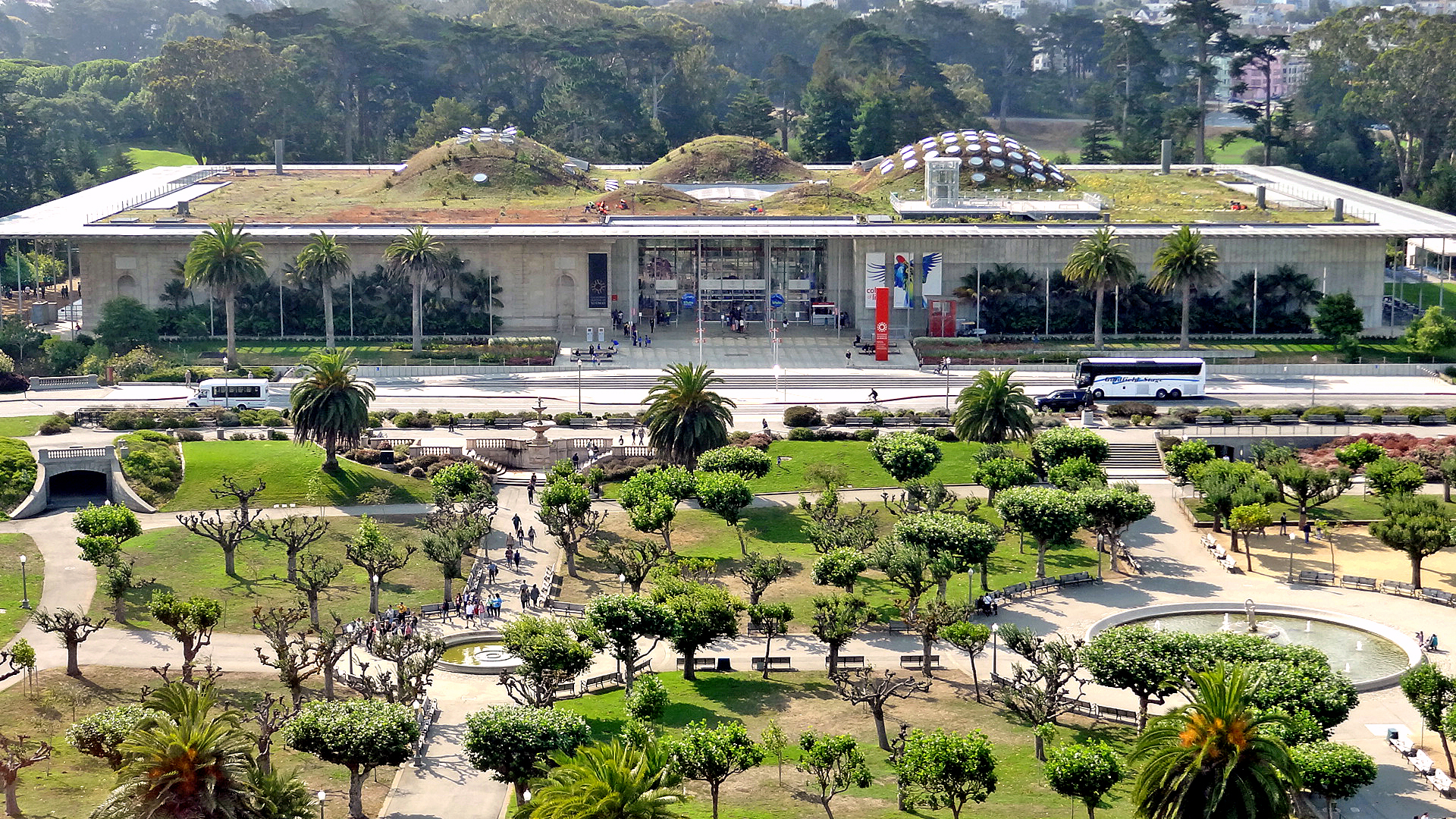
Fachada da Academia de Ciências da Califórnia

O Museu de Arte Moderna de São Francisco (SFMOMA) abriga obras de arte contemporânea e do século XX. Mudou-se para o seu atual edifício no bairro South of Market em 1995 e atrai mais de 600 000 visitantes por ano. O SFMOMA foi fechado para renovação e expansão em 2013. O museu foi reaberto em 14 de maio de 2016 com um acréscimo, projetado pela Snøhetta, que dobrou o tamanho do museu.
O Museu da Legião de Honra possui principalmente antiguidades e obras de arte europeia em seu edifício no Lincoln Park, inspirado em seu homônimo parisiense. O De Young Museum, no Golden Gate Park, apresenta peças decorativas norte-americanas e propriedades antropológicas da África, Oceania e das Américas, enquanto a arte asiática está abrigada no Museu de Arte Asiática. Em frente ao de Young, fica a Academia de Ciências da Califórnia, um museu de história natural que também abriga o Planetário Morrison e o Aquário Steinhart. Localizado no Pier 15, no Embarcadero, o Exploratorium é um museu de ciências interativo. O Contemporary Jewish Museum é uma instituição que abriga uma ampla variedade de exposições temporárias. Em Nob Hill, o Museu do Teleférico é um museu de trabalho que apresenta a casa de força da carruagem de cabos.

### Esportes

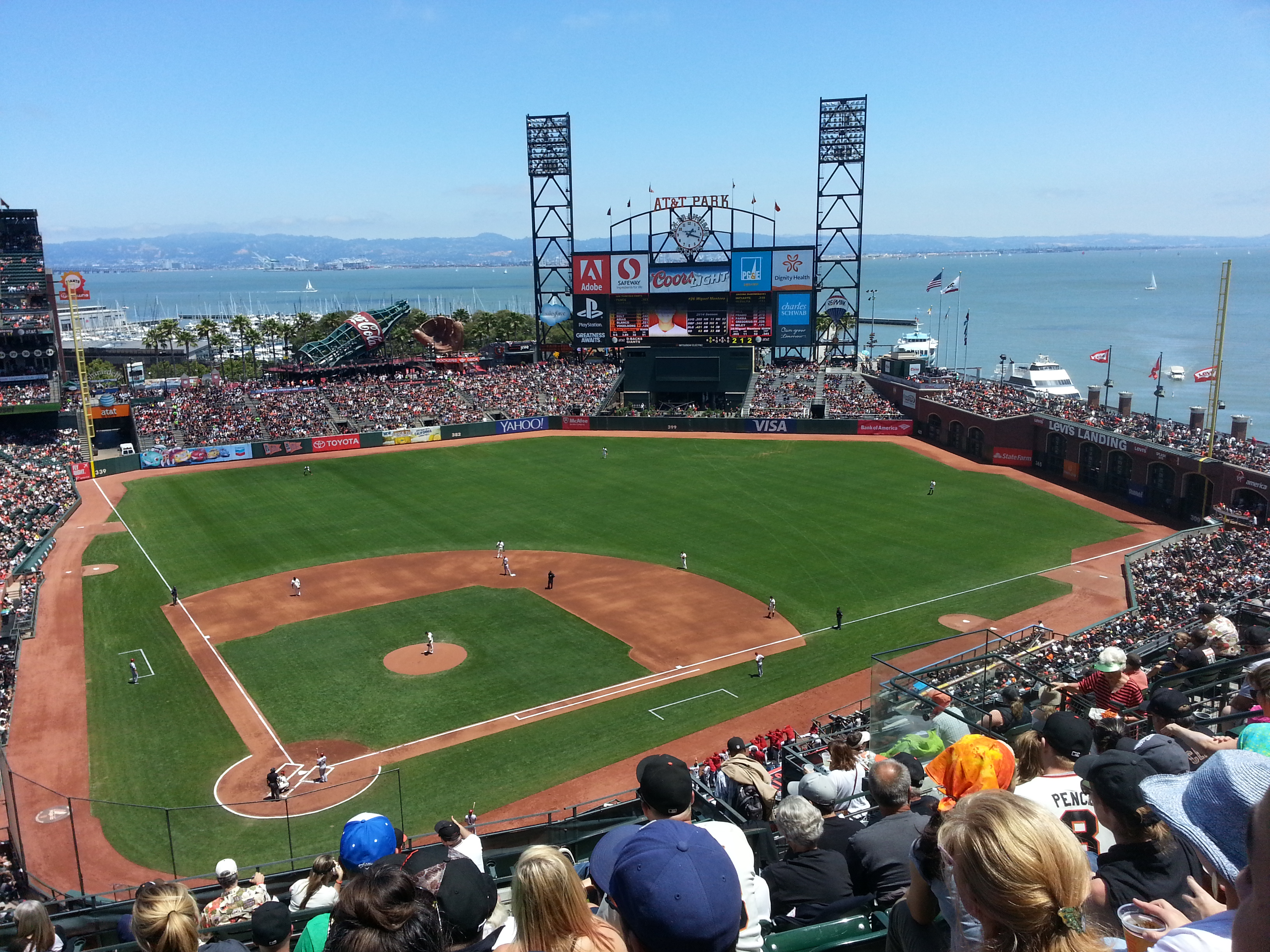
Oracle Park, casa dos San Francisco Giants

Os San Francisco Giants, da Major League Baseball, jogam em São Francisco desde que se mudaram de Nova York, em 1958. Os Giants jogam no Oracle Park, inaugurado em 2000, e venceram os títulos da World Series em 2010, 2012 e 2014. Os Giants ostentaram estrelas como Willie Mays, Willie McCovey e Barry Bonds. Em 2012, São Francisco ficou em primeiro lugar em um estudo que analisou quais áreas metropolitanas dos Estados Unidos produziram a maioria dos principais jogadores desde 1920.
O San Francisco 49ers da National Football League (NFL) foi a mais antiga franquia profissional de esportes da cidade até se mudar em 2013. A equipe começou a jogar em 1946 como membro da liga da All-America Football Conference (AAFC), mudou-se para a NFL em 1950 e para o Candlestick Park em 1971. A equipe começou a jogar seus jogos em casa no Levi's Stadium, em Santa Clara, em 2014, mais perto da cidade de San Jose.
Os San Francisco Warriors jogaram na NBA de 1962 a 1971, antes de serem renomeados como Golden State Warriors na temporada 1971–1972, na tentativa de apresentar a equipe como uma representação de todo o estado da Califórnia. O estádio do Warrior, a Oracle Arena, está localizado em Oakland. Venceram sete campeonatos. Em 2019, o Golden State voltou para a cidade de São Francisco. Passaram a jogar no recém-inaugurado e moderno Chase Center. A nova arena foi inaugurada no dia 6 de setembro de 2019.